# Philanthropie

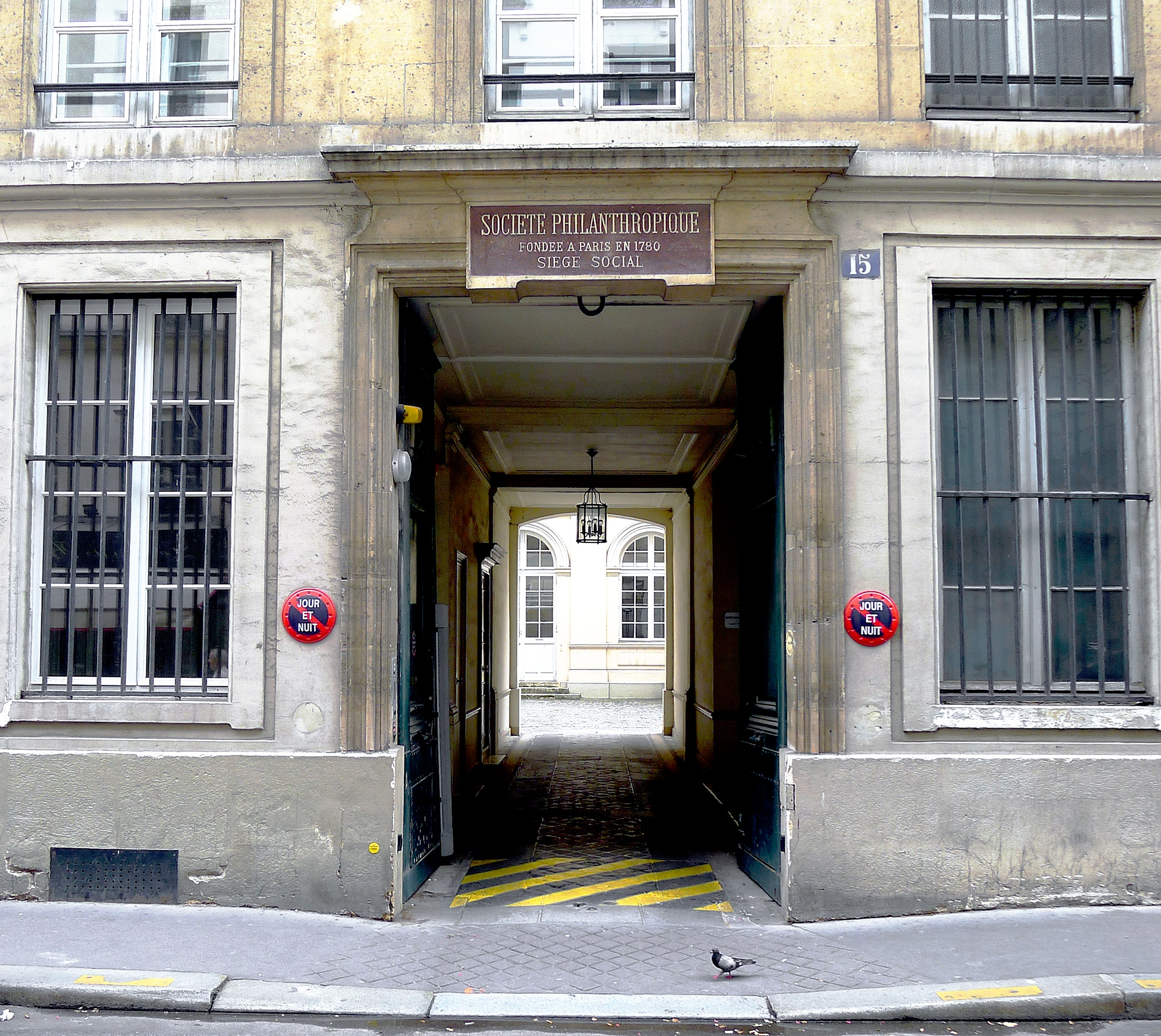
Der Sitz der 1780 gegründeten Société Philanthropique de Paris, der ältesten überkonfessionellen philanthropischen Gesellschaft

Unter Philanthropie (altgriechisch φιλανθρωπία philanthrōpía, von φίλος phílos „Freund“ und ἄνθρωπος ánthrōpos „Mensch“) versteht man ein menschenfreundliches Denken und Verhalten. Als Motiv wird manchmal eine die gesamte Menschheit umfassende Liebe genannt, die „allgemeine Menschenliebe“. Materiell äußert sich diese Einstellung in der Förderung Unterstützungsbedürftiger, die nicht zum engsten Kreis der Philanthropen zählen, oder von Einrichtungen, die dem Gemeinwohl dienen. Das Bild der Philanthropie prägen vor allem in großem Stil durchgeführte Aktionen sehr reicher Personen.
Der Begriff stammt aus der Antike. Damals bezeichnete der Ausdruck meist eine wohlwollende, großzügige Einstellung Vornehmer, Mächtiger und Reicher gegenüber ihren wirtschaftlich schwächeren Mitbürgern. Zur Philanthropie gehörten auch bedeutende freiwillige Leistungen wohlhabender Bürger für das Gemeinwohl. Die Wohltäter steigerten damit ihr Ansehen, sie konnten Dankbarkeit und öffentliche Ehrungen erwarten. In erster Linie erhoffte man vom Herrscher, dass er sich durch Milde und Hilfsbereitschaft als Menschenfreund bewähre.
In der Epoche der Aufklärung wurden die Begriffe „Menschenfreundschaft“ und „Menschenliebe“ aufgegriffen. Philosophen erhoben die Menschenliebe zu einem zentralen Bestandteil der Wesensbestimmung des Menschen. Dabei verband sich das Konzept einer naturgegebenen menschenfreundlichen Gesinnung oder „Menschlichkeit“ mit Impulsen, die aus der christlichen Forderung der Nächstenliebe stammten. Hinsichtlich der philanthropischen Praxis distanzierten sich aufklärerische Kreise jedoch vom traditionellen Ideal der Barmherzigkeit aus Nächstenliebe. An die Stelle karitativer Notlinderung sollte die Beseitigung der Ursachen sozialer Übelstände treten. Viel versprach man sich von erzieherischen Maßnahmen. In der Pädagogik war der Philanthropismus, eine deutsche Reformbewegung des 18. Jahrhunderts, wegweisend. Die Philanthropisten sahen in der Erziehung zur allgemeinen Menschenliebe ein vorrangiges pädagogisches Ziel.
Im modernen philosophischen und psychologischen Diskurs ist das Postulat einer Freundschaft oder Liebe zur gesamten Menschheit sehr unterschiedlich bewertet worden. Oft ist es als utopisch und naturwidrig abgelehnt worden.
Im allgemeinen Sprachgebrauch wird heute Philanthropie oft auf ihren materiellen Aspekt beschränkt und mit Bereitstellung privater finanzieller Mittel für gemeinnützige Zwecke gleichgesetzt. Dabei denkt man in erster Linie an Großspenden und an die Errichtung von Stiftungen. Die Mittel kommen vor allem der Bildung, der Forschung, dem Gesundheitswesen, kulturellen Anliegen und der Bekämpfung sozialer Übelstände zugute. Kritiker beargwöhnen den starken politischen und gesellschaftlichen Einfluss großer Stiftungen, die nur den Zielen ihrer Gründer verpflichtet und nicht demokratisch legitimiert seien. Außerdem unterstellen sie den Philanthropen fragwürdige, eigennützige Motive.

## Judentum
Der Gedanke einer universalen Menschenliebe über die ethnischen Schranken hinaus war im Judentum ab der Epoche des babylonischen Exils präsent. In der Tora ist die Forderung, Fremde gut zu behandeln, an zwei Stellen mit einem Liebesgebot verbunden: Im dritten Buch Mose (Levitikus) wird vorgeschrieben: „Der Fremde, der sich bei euch aufhält, soll euch wie ein Einheimischer gelten, und du sollst ihn lieben wie dich selbst; denn ihr seid selbst Fremde in Ägypten gewesen.“ Im fünften Buch Mose (Deuteronomium) wird an die Feststellung „Er (Gott) liebt die Fremden und gibt ihnen Nahrung und Kleidung“ die Anweisung geknüpft: „Auch ihr sollt die Fremden lieben, denn ihr seid Fremde in Ägypten gewesen.“ Das Gebot bezieht sich auf niedergelassene Fremde (gērîm) nichtisraelitischer Herkunft. Bei der Stelle im Deuteronomium handelt es sich um einen frühestens um die Mitte des 6. Jahrhunderts v. Chr. in eine ältere Fassung des Textes eingefügten Zusatz. Die Bestimmung im Buch Levitikus ist von der des Deuteronomiums abgeleitet. Unter den „Fremden“ sind Personen zu verstehen, die am Rande des Existenzminimums leben; es geht um Kleidung und Nahrung, die elementaren Erfordernisse ihres Überlebens. Die Stellen belegen somit das Vorhandensein einer Unterschicht von Fremden, die auf Wohltätigkeit angewiesen waren, im Gebiet des ehemaligen Reichs Juda im 6. Jahrhundert v. Chr. nach dem Sturz des Königshauses. Die im Tanach angesprochene Gemeinschaft der von Gott Erwählten wird zur Fürsorge für diese Personen verpflichtet. Die Deuteronomium-Stelle ist der älteste Beleg für ein Liebesgebot im Judentum, das sich nicht auf den einheimischen „Nächsten“ beschränkt, sondern die außerisraelitische Menschheit einbezieht.
Der unbekannte Verfasser des in hellenistischer Zeit entstandenen Aristeasbriefs, ein ägyptischer Jude, schrieb, es entspreche der menschlichen Natur, mit Untergebenen menschenfreundlich umzugehen. Philanthropisch handle derjenige, der die mit dem menschlichen Leben immer verbundenen Leiden bedenke und daher nicht leichtfertig Schmerz zufüge. Die Philanthropie schaffe ein unlösbares Band der gegenseitigen Wohlgesinntheit zwischen dem König und seinen Untertanen.
Der im frühen 1. Jahrhundert n. Chr. tätige jüdische Philosoph Philon von Alexandria verstand unter Philanthropie die Fürsorge für alle Menschen und für jeden einzelnen, aber auch für alle anderen Lebewesen. Er hob den Aspekt des Wohlwollens Mächtiger gegenüber Schwächeren hervor. Zwar meinte er, die Menschenliebe solle sich im Prinzip auf die gesamte Menschheit erstrecken, doch schloss er Unwürdige von ihr aus; sie sollten sich nicht auf das Prinzip der philanthropischen Großzügigkeit berufen können. In seiner Abhandlung Über die Tugenden widmete Philon der Philanthropie eines der vier Kapitel. Dort schrieb er, die Menschenliebe sei mit der Frömmigkeit eng verwandt, sie sei der Weg zur Heiligkeit. Als bestes Vorbild auf diesem Gebiet stellte er Moses dar. Besonders rühmenswert fand er, dass Moses darauf verzichtet habe, einen seiner Familienangehörigen oder seinen besten Freund zu seinem Nachfolger in der Führung des Volkes zu bestimmen, um nicht einer Befangenheit zum Opfer zu fallen. Ein zentrales Anliegen Philons war es, dem Vorwurf entgegenzutreten, die Juden und ihre religiösen Gesetze seien menschenfeindlich, sie würden Nichtjuden generell als Feinde betrachten.
Eine wichtige Rolle spielt in der jüdischen Tradition bis zur Gegenwart das philanthropische Konzept gemilut chassadim (wörtlich „Schenken von liebevoller Freundlichkeit“). Dieser hebräische Begriff bezeichnet eine Menschenfreundlichkeit und uneigennützige Hilfsbereitschaft, die im Judentum als umfassende, grundlegende soziale Tugend gilt. Nach einem Ausspruch, der im Traktat Sprüche der Väter Simeon dem Gerechten, einem Hohepriester der hellenistischen Epoche, zugeschrieben wird, beruht der Fortbestand der Welt auf drei Säulen: der Tora, dem Gottesdienst und gemilut chassadim. Die hier gemeinte Menschenfreundlichkeit umfasst Wohltätigkeit, reicht aber darüber hinaus: Es gehören nicht nur materielle Gaben dazu, sondern auch unentgeltlicher persönlicher Einsatz für einen beliebigen Menschen, der irgendeine Hilfe benötigt. Beispiele für gemilut chassadim sind das Kleiden der Nackten, das Ernähren der Hungernden, das Bestatten der Toten, der Krankenbesuch und das zinslose Darlehen für Bedürftige.

## Antike

### Das Philanthropieverständnis in Gesellschaft und Philosophie
Für das Philanthropieverständnis der gesamten Antike ist charakteristisch, dass der Philanthrop fast immer eine Person von hohem sozialem Rang war und seine Haltung gegenüber den Begünstigten wohlwollend und herablassend war. Gewöhnlich kam die Wohltätigkeit nicht unterschiedslos Menschen jeder Herkunft zugute, sondern nur den Mitbürgern des Wohltäters oder Mitgliedern seiner Sprach- und Kulturgemeinschaft. Daneben gab es aber auch universale Vorstellungen von Menschenfreundlichkeit, deren Vertreter mit ihren Forderungen ethnische und kulturelle Begrenzungen überschritten. Uneigennützigkeit wurde vom Philanthropen in der Regel nicht erwartet; es galt als selbstverständlich, dass er Vorteile für sich erstrebte, in erster Linie Ruhm und Ehre, und dass sich die Empfänger der Unterstützung dankbar zu erweisen hatten. Ein sehr geschätzter Aspekt der Menschenfreundlichkeit war die Gastfreiheit.
Im Hellenismus und in der römischen Kaiserzeit wurde die Philanthropie vielfach als bedeutende Herrschertugend betrachtet und gerühmt. Man erwartete von einem guten Herrscher, dass er dem Ideal eines mächtigen, umsichtigen und fürsorglichen Wohltäters seiner Untertanen entspreche. Die Menschenfreundlichkeit wurde auch zu einem wichtigen Teil des Selbstbildes und der Selbstdarstellung von Königen und Kaisern.
Die Philanthropie galt als eine in erster Linie griechische, später auch römische Tugend; unter den Athenern war die Ansicht verbreitet, sie seien auf diesem Gebiet führend. Den Nichtgriechen („Barbaren“) traute man im Allgemeinen weniger Menschenfreundlichkeit zu, sie standen meist im Ruf der Wildheit und Grausamkeit, doch wurde mitunter auch ihren Herrschern und sogar ganzen Völkern Philanthropie zugeschrieben.

#### Frühzeit und griechische Klassik
Der Begriff philánthrōpos („Menschenfreund“) kommt bei Homer und Hesiod zwar noch nicht vor, doch betonte Homer den Wert der philophrosýnē („Freundlichkeit“, „Wohlwollen“). Damit meinte er eine menschenfreundliche Einstellung; der Ausdruck bezeichnet bei ihm ungefähr das, was man später unter philanthropia verstand. Gerühmt wird in Homers Ilias der Held Patroklos, der „gegenüber allen“ stets eine gütige, freundliche Haltung gezeigt habe.
Aus dem 5. Jahrhundert v. Chr. stammen die ersten Belege für das Wort philanthropos; es wurde von dem Verfasser der Tragödie Der gefesselte Prometheus – angeblich Aischylos – und von dem Komödiendichter Aristophanes verwendet. Der Tragödiendichter bezeichnete die Einstellung des Titanen Prometheus, der den Menschen das Feuer verschaffte, als „menschenfreundliche Art“. Im 4. Jahrhundert v. Chr. waren philanthropia und philanthropos in Athen bereits häufige, vor allem bei Rhetoren beliebte Begriffe. Bei Platon kommen sie nur vereinzelt vor; mit dem Ausdruck philanthropos charakterisierte er die Einstellung wohlwollender Götter zu den Menschen. In seinem Dialog Euthyphron ließ Platon seinen Lehrer Sokrates erklären, er gebe aus Menschenliebe (hypó philanthrōpías) sein Wissen verschwenderisch und unentgeltlich weiter.
Platons Zeitgenosse Xenophon – ebenfalls ein Schüler des Sokrates – verwendete die Begriffe häufig und auf vielfältige Weise. Er nannte nicht nur Götter, bestimmte Menschen und auch Tiere „menschenfreundlich“, sondern auch Künste, die das Wohl des Menschen fördern. Nach seiner Darstellung lehrte Sokrates, die Menschen seien einander von Natur aus freundschaftlich gesinnt. Wie damals üblich ging Xenophon von einer elitären Vorstellung von Philanthropie aus; unter Menschenfreundlichkeit verstand er die Haltung eines Mächtigen gegenüber Schwachen, die sich in Wohltätigkeit, Hilfsbereitschaft und Milde äußerte. Die Philanthropie war für ihn ein Merkmal vornehmer, außergewöhnlicher Persönlichkeiten, zu denen er neben Sokrates den Spartanerkönig Agesilaos II. und vor allem den Perserkönig Kyros II. zählte. Er wies darauf hin, dass eine philanthropische Einstellung sich auszahle; so habe König Agesilaos Städte, die er nicht erobern konnte, durch Philanthropie für sich gewonnen.
Nach dem damals vorherrschenden Verständnis von Philanthropie war die Wohltätigkeit nicht der dominierende Aspekt. Das Wesentliche war eine überlegene, vornehme Gesinnung, die sich unter anderem in Hilfsbereitschaft äußerte. Dieses Konzept formulierte insbesondere der einflussreiche Redner Isokrates. Aus seiner Sicht ist „das menschenfreundliche Reden und Handeln“ nicht das Ergebnis einer bloßen Naturanlage, sondern Ausdruck einer durch Erziehung (paideia) erworbenen Haltung. Es charakterisiert den gebildeten, zivilisierten Menschen. Als solchen betrachtete Isokrates den Griechen im Unterschied zum „Barbaren“ (Nichtgriechen). Unter den Griechen schrieb er in erster Linie dem Athener philanthropische Gesinnung zu. Die Betonung der Philanthropie in der Rhetorik hängt mit den politischen Verhältnissen in der damaligen griechischen Staatenwelt zusammen: Athen war ein demokratischer Staat, in dem man nur etwas erreichen konnte, wenn man bei der Masse der Stimmbürger ausreichend populär war. Dies bedeutete, dass ein erfolgreicher Politiker – wie Isokrates feststellte – in allem, was er sagte und tat, den Eindruck der Menschenfreundlichkeit erwecken musste. Wer diese Eigenschaft vermissen ließ, machte sich unbeliebt.

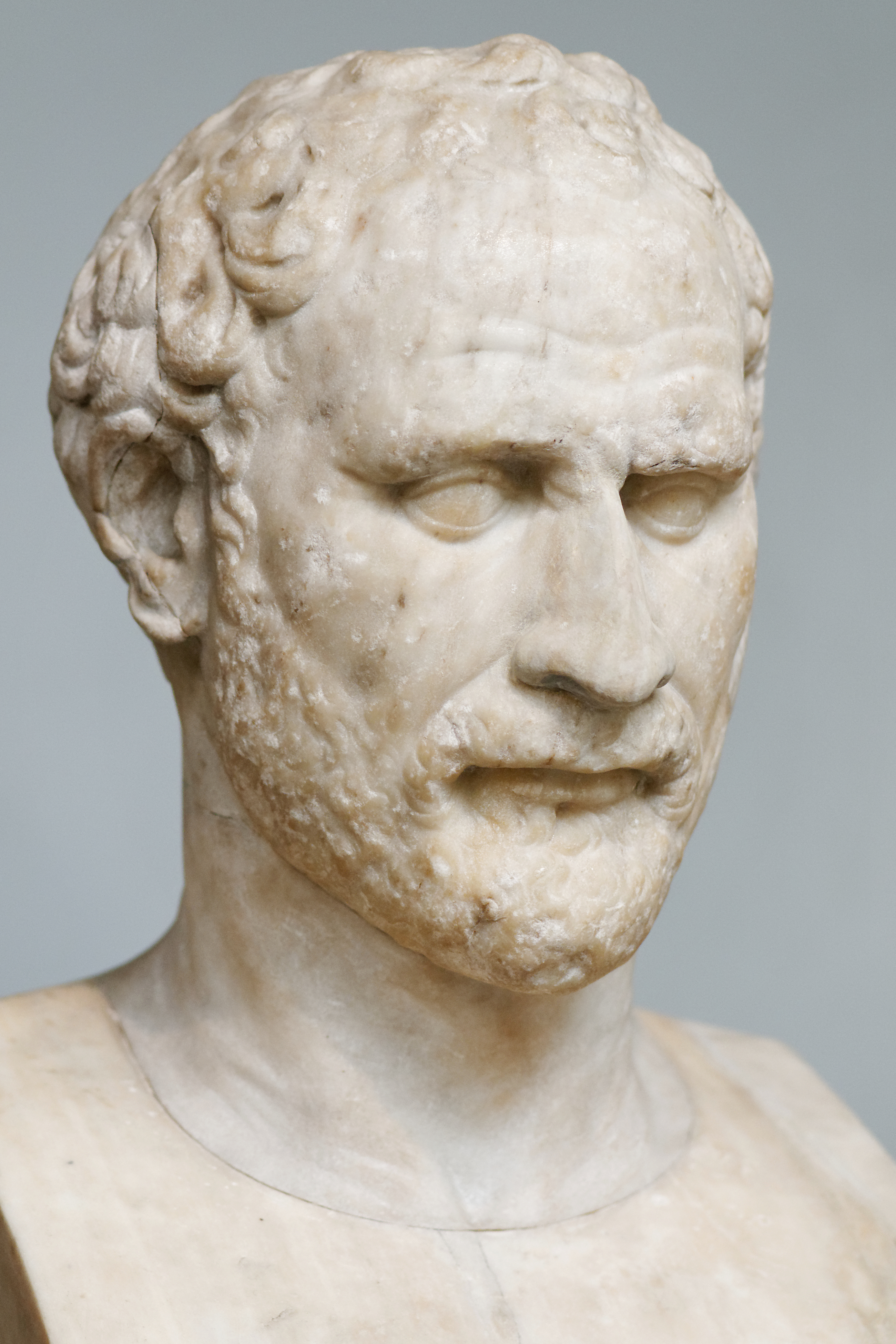
Demosthenes (römische Büste, Kopie eines griechischen Originals des 3. Jahrhunderts v. Chr.)

Auch der berühmte athenische Redner Demosthenes († 322 v. Chr.) hielt die philanthropische Haltung für einen besonderen Vorzug seiner Mitbürger. Er wies auf die Menschenfreundlichkeit der athenischen Gesetze hin. Sein Konzept unterschied sich aber fundamental von dem elitären und konservativen Philanthropieverständnis Xenophons und des Isokrates. Für Demosthenes bestand ein Zusammenhang zwischen philanthropia und der demokratischen Staatsform Athens. Träger der Philanthropie waren bei ihm nicht Machthaber und Reiche, sondern die einfachen Bürger der Stadt. Er betrachtete die Philanthropie als Tugend des dḗmos, des Volks von Athen, das die Herrschaft im Staat ausübte, aber auch einzelner Bürger im Alltag. Dazu gehörten für ihn Qualitäten wie Freundlichkeit, Großzügigkeit und Toleranz. Das Gegenteil dieses Ideals war aus seiner Sicht die ōmótēs („Roheit“, „Wildheit“, „Grausamkeit“, „Härte“), die er Gegnern wie König Philipp II. von Makedonien unterstellte. Er warnte vor Philipps angeblicher Philanthropie, die nur vorgetäuscht sei. Wesentlich war für Demosthenes das Prinzip der Gegenseitigkeit: Wer selbst keine menschenfreundliche Gesinnung gezeigt hatte, der durfte vor Gericht keine philanthropia von den Richtern erwarten; unangebrachte Milde gegenüber rücksichtslosen Übeltätern wäre ein Verstoß gegen die den anständigen Bürgern geschuldete philanthropia.
Aristoteles schrieb in seiner Nikomachischen Ethik, dass zwischen allen Wesen gleicher Abstammung aufgrund eines Naturtriebs ein Zusammengehörigkeitsgefühl bestehe. In besonderem Maße sei dies beim Menschen der Fall; daher lobe man die philanthropisch Gesinnten. Wenn jemand im Ausland auf die Hilfe von Fremden angewiesen sei, könne man erleben, wie nahe jeder Mensch dem anderen stehe und wie befreundet er ihm sei. Diese Feststellung ist allerdings bei Aristoteles nur eine vereinzelte beiläufige Bemerkung; er schenkte der Philanthropie wenig Beachtung. Da er fundamentale naturgegebene Unterschiede zwischen den Menschen annahm und betonte, konnte der Gedanke einer universalen Menschenliebe in seiner Ethik kaum zur Geltung kommen.
In seiner Poetik äußerte sich Aristoteles über to philanthropon („das Philanthropische“ oder „das Humane“) in der Tragödiendichtung. Die Frage, was genau darunter zu verstehen ist, hat in der Forschung Diskussionen ausgelöst. Jedenfalls handelt es sich um einen aus der Sicht des menschlich teilnehmenden Publikums erwünschten, mit dem Gerechtigkeitsgefühl zusammenhängenden Effekt, der von einem Erfolg der „Guten“ und Misserfolg der „Bösen“ verursacht wird. Belohnung guten Verhaltens durch das Schicksal ist „philanthropisch“, das Unglück guter Menschen widerspricht dem „philanthropischen“ Empfinden. Der vom Publikum für gerecht und wünschenswert gehaltene Ablauf wird auch als „poetische Gerechtigkeit“ bezeichnet. Einer Forschungsmeinung zufolge hat Aristoteles „das Philanthropische“ möglichst aus der Tragödie verbannen wollen, da es nicht zum Wesen des Tragischen passe; er hat gefordert, dass der Dichter dem Gerechtigkeitsbedürfnis des Publikums keine Konzessionen mache, sondern es einfach missachte. Nach der gegenteiligen, heute vorherrschenden Interpretation hat er „das Philanthropische“ für einen Aspekt gehalten, den der Tragödiendichter durchaus zu berücksichtigen habe, wenngleich die Handlung das moralische Empfinden verletzten müsse, um Mitleid hervorzurufen.
Nach einer bekannten Anekdote soll Aristoteles, als man ihm vorwarf, er habe einem Unwürdigen eine Wohltat erwiesen, geantwortet haben, er habe nicht dem Charakter des Empfängers Barmherzigkeit gezeigt, sondern dem Menschen. Nach einer anderen Version lautete die Antwort des Philosophen, er habe nicht den Menschen beschenkt, sondern „das Menschliche“ (to anthrṓpinon), das heißt, er habe um der Menschlichkeit willen gehandelt.

#### Hellenismus
Das Philanthropie-Ideal der Blütezeit Athens blieb in der Epoche des Hellenismus lebendig. In der Philosophie wurde es zwar relativ selten ausdrücklich thematisiert, doch war das damit verbundene Gedankengut im philosophischen Diskurs präsent. Aufgegriffen und popularisiert wurde der Gedanke der Menschenfreundlichkeit in der Komödie. Der Aspekt der Wohltätigkeit blieb im allgemeinen Sprachgebrauch geläufig, auch in einem verflachten Sinn, bis schließlich ein kleines Geschenk oder Trinkgeld to philánthrōpon („die Wohltat“) genannt wurde. Die allgemeine Horizonterweiterung in der griechischsprachigen Welt, die infolge der Gründung des Alexanderreichs eintrat, führte zu einer Bedeutungsverschiebung. Ab dem späten 4. Jahrhundert v. Chr. trat die herkömmliche Beschränkung der Philanthropie auf den relativ engen Kreis der Mitbürger oder Landsleute des Philanthropen zurück, die Begriffsverwendung im Sinne einer universalen Menschenfreundlichkeit nahm stark zu.
Großen Wert legte der griechische Komödiendichter Menander auf die Philanthropie. Er kontrastierte den philanthropisch Gesinnten – einen rechtschaffenen, anständigen Menschen – mit seinem Gegenbild, dem griesgrämigen, misstrauischen und selbstsüchtigen Verweigerer der Mitmenschlichkeit (dýskolos). Die römischen Komödiendichter Plautus und Terenz, die stark von Menander beeinflusst waren, vermittelten dessen Philanthropieverständnis einem breiten römischen Publikum.
Auch gebildete Römer waren von dem griechischen Philanthropie-Ideal beeindruckt und übernahmen die Ansicht, es handle sich um eine spezifisch griechische Errungenschaft. Bei ihnen stand der Aspekt von Bildung, Kultiviertheit und allgemeinem Wohlwollen im Vordergrund, nicht das Element der karitativen Betätigung. In diesem Sinne stellte Cicero fest, die „menschliche“ Gesinnung (lateinisch humanitas) sei von den Griechen nicht nur praktiziert worden, sondern von ihnen zu den anderen Völkern ausgegangen. Daher schuldeten die Römer nun, da sie Griechenland beherrschten, den Griechen ganz besonders eine menschenfreundliche Behandlung. Das Wort humanitas ist erst im frühen 1. Jahrhundert v. Chr. bezeugt. Cicero verwendete es, um das anzusprechen, was die griechischen Autoren unter philanthropia verstanden, denn das griechische Wort ließ sich nicht getreu mit einem lateinischen wiedergeben. Bis 63 v. Chr. bezeichnete er mit humanitas allgemein die „Menschlichkeit“, das heißt alles, was den Menschen spezifisch als solchen auszeichnet, einschließlich der philanthropischen Menschenfreundlichkeit; erst dann begann er zusätzlich eine Bildung, die höhere Kultur ermöglicht, als wesentlichen Bestandteil in die humanitas einzubeziehen.
Bei den griechischen Stoikern der hellenistischen Zeit kommt das Wort philanthropia relativ selten vor. Die damit verbundenen Vorstellungen entsprechen aber ihrer Denkweise, denn die stoische Ethik geht von dem Grundsatz einer naturgegebenen Gleichheit aller Menschen aus. Diesen Gedanken begründeten die Stoiker mit der geistigen Verwandtschaft der Menschen aufgrund der allen gemeinsamen Vernunft. In der stoischen Philosophie wird ein altruistischer Einsatz für andere gefordert, der nicht nur Angehörigen, Freunden und Bekannten zugutekommen soll, sondern jedem Menschen. Nach stoischem Verständnis ist anzustreben, dass aus der natürlichen Verbundenheit mit Angehörigen und Freunden eine umfassende menschenfreundliche Haltung erwächst, indem die überall selbstverständliche Solidarität mit nahestehenden Personen so ausgeweitet wird, dass sie sich schließlich auf die gesamte Menschheit erstreckt. Dieser Meinung war auch Cicero. Er schrieb, die Liebe zum Menschengeschlecht (caritas generis humani) beginne gleich nach der Geburt mit der Liebe zwischen Eltern und Kindern und dehne sich dann allmählich über den Bereich des Hauses hinaus aus, indem sie zuerst die weitere Verwandtschaft ergreife, dann die Bekannten, dann die Freunde und alle Mitbürger und die Verbündeten des Staates; zuletzt umfasse sie die ganze Menschheit. Nach Ciceros Angaben gehörte dieses Philanthropiekonzept zur Lehre des Philosophen Antiochos von Askalon († wohl 68 v. Chr.), der platonisches Gedankengut mit stoischem verband.
In der hellenistischen Staatenwelt, besonders in Ägypten, wo die Ptolemäer herrschten, war im Umgang zwischen Behörden und Untertanen die philanthropia des Königs ein häufig verwendeter Bestandteil von formelhaften Wendungen. Sie wurde angeführt, wenn Bittsteller ihre Hoffnung auf die Güte des Herrschers ausdrückten oder wenn jemand in einer Inschrift seine Dankbarkeit für einen erhaltenen Gnadenerweis bekundete. Ein Gnadenerweis, beispielsweise eine Amnestie, und der ihn verkündende Erlass wurde philanthropon genannt. Im 3. Jahrhundert v. Chr. führte der ägyptische König Ptolemaios III. den Kultnamen „Euergetes“ („Wohltäter“), der im Rahmen des Herrscherkults verwendet wurde. Seinem Vorbild folgend nannte sich auch Ptolemaios VIII. († 116 v. Chr.) „Euergetes“. In der Hauptstadt Alexandria stieß diese Selbstdarstellung des unbeliebten Herrschers jedoch auf Ablehnung; die Stadtbevölkerung gab Ptolemaios VIII. den Schimpfnamen „Kakergetes“ („Übeltäter“).
In der zum Corpus Hippocraticum gehörenden Schrift parangelíai („Vorschriften“, lateinisch praeceptiones) werden die Ärzte aufgefordert, minderbemittelte Patienten und Fremde, die sich in finanzieller Verlegenheit befinden, für ein geringes Honorar oder kostenlos zu behandeln. Zur Begründung stellt der unbekannte Verfasser fest: „Wo Menschenliebe ist, da ist auch Liebe zur (ärztlichen) Kunst.“

#### Römische Kaiserzeit (Prinzipat)

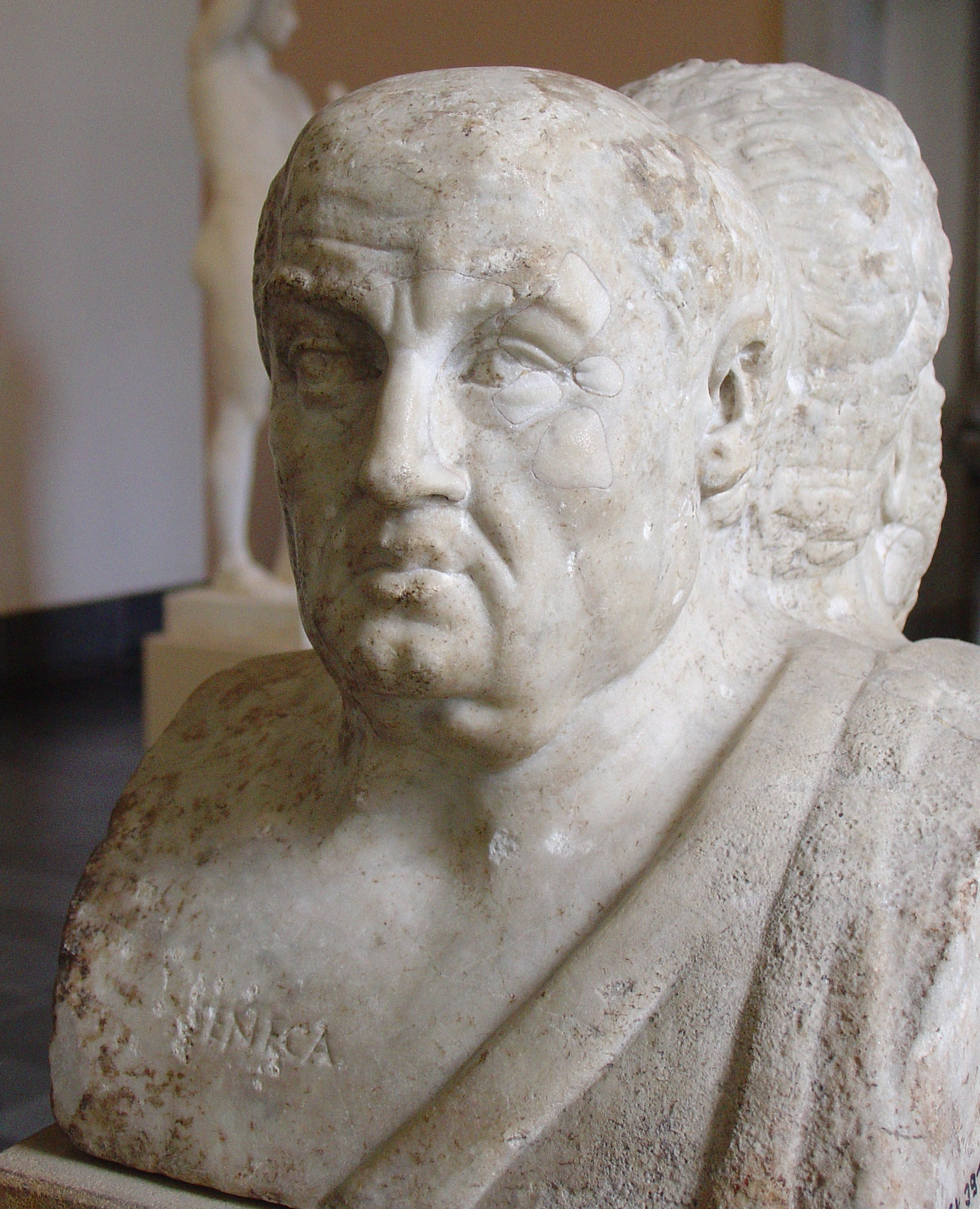
Seneca (Büste in der Antikensammlung Berlin)

Die Stoiker der Kaiserzeit, in erster Linie der römische Philosoph Seneca, gingen von einem Humanitätskonzept aus, das sich weitgehend mit dem traditionellen griechischen Ideal der Menschenfreundlichkeit deckt. Wie schon Cicero verwendeten sie den lateinischen Ausdruck humanitas zur Wiedergabe der Bedeutung von philanthropia. Als Gegenteil einer menschenfreundlichen Gesinnung betrachtete Seneca Hochmut, Geiz und Gleichgültigkeit gegenüber fremdem Unglück. Er schrieb, der human Gesinnte erweise sich in Worten, Taten und Gefühlen allen gegenüber als freundlich und umgänglich und verschließe sich keinem Leid anderer. Bildung sei zwar erforderlich, trage aber zur Humanität nichts bei. Diese müsse erlernt werden, doch geschehe das nicht durch den Prozess, in dem man sich die Bildung aneigne. In der umfangreichen Schrift De beneficiis (Über die Wohltaten), seinem moralphilosophischen Hauptwerk, setzte sich Seneca ausführlich mit der Frage auseinander, in welcher Gesinnung Wohltaten zu erweisen und zu empfangen sind. Er wandte sich gegen die herkömmliche Vorstellung, wonach das Erweisen von Wohltaten ein Privileg der Mächtigen ist und der Wohltäter immer die höherrangige Person sein muss. Dabei nahm er eine radikale Gegenposition ein, indem er behauptete und ausführlich begründete, dass nicht nur ein Untertan seinem König, ein Soldat seinem Kommandeur und ein Sohn seinem Vater bedeutende Wohltaten erweisen könne, sondern sogar ein Sklave seinem Herrn. Dies sei jeweils dann der Fall, wenn der Untergebene für den Höherrangigen eine Leistung erbringe, zu der er nicht durch seine Stellung verpflichtet sei. Die Tugend sei nicht vom Stand abhängig, sondern „mit dem nackten Menschen zufrieden“. Nicht der Herr empfange die Wohltat vom Sklaven, sondern ein Mensch von einem Menschen. Die Wohltat des Sklaven sei sogar besonders groß, da er sie für den Herrn verrichtet habe, obwohl er sich im verhassten Zustand der Sklaverei befinde. Seneca verwarf auch die gängige Überzeugung, eine wohltätige Handlung sei als Misserfolg zu betrachten, wenn sich ein Empfänger nicht dankbar erweise. Er meinte, der Undankbare habe nicht dem Geber, sondern sich selbst Unrecht getan. Von solchen Erfahrungen dürfe man sich nicht abschrecken lassen, sondern man solle unbeirrt mit der Wohltätigkeit fortfahren. Da Seneca den Wert der Wohltätigkeit in der Tugend selbst sah und nicht in den Auswirkungen der Wohltat auf das Verhältnis zwischen Geber und Empfänger, befürwortete er anonyme Hilfe. Der Empfänger brauche nicht zu wissen, wer der Wohltäter sei. In manchen Fällen sei es sogar angebracht, ihn darüber zu täuschen. Das „Gesetz der Wohltat“ sei, dass der Geber seine Tat „sofort vergessen“ solle. Von Seneca stammt auch die bekannte, sein Humanitätsverständnis illustrierende Feststellung, der Mensch sei dem Menschen etwas Heiliges.
Unter allen antiken Autoren war Plutarch derjenige, der die Begriffe „Philanthropie“ und „Philanthrop“ am häufigsten verwendete. Er stellte die Philanthropie an die Spitze der Tugenden und verband mit ihr ein breites Spektrum von „philanthropischen“ Eigenschaften und Verhaltensweisen, denen gemeinsam ist, dass sie dem Wohl der Menschen förderlich sind. Dazu gehören Höflichkeit und Großzügigkeit ebenso wie eine freundliche Gesinnung gegenüber allen Menschen, die auch Feinde einschließt, und eine humane Behandlung der Tiere, die zur Einübung des philanthropischen Wohlwollens dienen soll. Mitunter nannte Plutarch auch eine volksfreundliche, demokratische politische Einstellung „philanthropisch“. Er wies darauf hin, dass sich philanthropia im Sinne eines generell entgegenkommenden, leutseligen Auftretens für einen Politiker auszahle und das Gegenteil – eine distanzierte Haltung gegenüber der Menge – zu Misserfolgen führe. Plutarch folgte der in der Antike traditionell herrschenden Ansicht, die Philanthropie sei eine spezifisch griechische und insbesondere athenische Errungenschaft. Zivilisation und Griechentum, Philanthropie und herausragende kulturelle Leistungen hingen für ihn eng zusammen. Nach seiner Überzeugung war eine humane, „philanthropische“ Verfassung und Gesetzgebung für einen bürgerfreundlichen griechischen Staat charakteristisch und unterschied ihn von einem „barbarischen“. Den Gegensatz zwischen griechischer Philanthropie und der Unmenschlichkeit des Perserkönigs Artaxerxes II. stellte Plutarch seinen Lesern in seiner Biographie dieses Herrschers eindringlich vor Augen.
Der Schriftsteller Aulus Gellius ging in seinem Werk Noctes Atticae auf das Verhältnis von humanitas und philanthropia ein. Er meinte, nach der ursprünglichen, korrekten Verwendung des lateinischen Worts bezeichne dieses etwas anderes als der griechische Ausdruck. Die gängige Gleichsetzung sei irrig. Unter philanthropia verstehe man eine gewisse Umgänglichkeit und ein allen Menschen gleichermaßen geltendes Wohlwollen. Die Bedeutung von humanitas hingegen entspreche ungefähr der des griechischen Ausdrucks paideia („gute Erziehung“, „Bildung“). Wer sich aufrichtig um Bildung bemühe, sei in höchstem Maße menschlich; daher nenne man das spezifisch Menschliche – die Bildung – „Menschlichkeit“ (humanitas).
Der Philosophiegeschichtsschreiber Diogenes Laertios überliefert Begriffsklassifizierungen aus einer pseudo-aristotelischen (Aristoteles zu Unrecht zugeschriebenen) Schrift. Dieser Quelle zufolge tritt die Philanthropie auf drei Arten in Erscheinung: In einem freundlichen Willkommenheißen, in der Hilfsbereitschaft gegenüber jedem Unglücklichen und in der Gastlichkeit.
Die Menschenfreundlichkeit galt auch bei den Römern als wichtige Herrschertugend und Merkmal eines guten Kaisers. Als herausragendes Beispiel eines menschenfreundlichen Kaisers wurde Titus (79–81) gerühmt. Nach einer von Sueton überlieferten Anekdote hat Titus, als ihm einmal abends einfiel, dass er an dem ganzen Tag niemandem eine Wohltat erwiesen hatte, ausgerufen: „Freunde, ich habe einen Tag verloren!“ Der Gedanke war allerdings wohl nicht neu; anscheinend handelt es sich um eine dem Kaiser zugeschriebene Anspielung auf einen in griechischer Sprache kursierenden Spruch. Die kaiserliche philanthropia wurde ein Topos des Herrscherlobs, wobei die Verwendung des Adjektivs philanthropos im Elativ (philanthropotatos „höchst menschenfreundlich“) gängig war. Insbesondere in Ägypten war der formelhafte Gebrauch dieser Wörter verbreitet. Die Philanthropie wurde dort unter der römischen Herrschaft wie schon in der Ptolemäerzeit als Tugend der Amtsträger betrachtet. Man erwartete sie nicht nur vom Kaiser persönlich, sondern auch von seinen Behördenvertretern, wie Bittschriften und staatliche Dokumente, die auf Papyrus erhalten sind, erkennen lassen.

#### Spätantike
In der Spätantike trat das Ideal der Philanthropie als einer Tugend und zugleich Pflicht der Mächtigen in den Vordergrund. Ein profilierter Vertreter dieses Konzepts war der Rhetor, Philosoph und Politiker Themistios († nach 388). Die Philanthropie gehörte als herausragende Herrschertugend zu seinen Kernthemen. Die große Staatsrede, die er wohl im Herbst 351 vor Kaiser Constantius II. hielt, trägt den Titel Über die Philanthropie. Dort legte er dar, dass der philanthropische Herrscher der vollkommene sei bezüglich der Tugend, die er für seine Aufgabe benötige. Die Philanthropie könne nur zusammen mit den übrigen Herrschertugenden vorkommen, denn der Philanthrop müsse zwangsläufig gerecht und tapfer sein und Selbstbeherrschung üben. Jede dieser einzelnen Tugenden – Gerechtigkeit, Tapferkeit und Selbstbeherrschung – könne auch ein Privatmann besitzen, aber wenn ihr die Philanthropie aufgeprägt werde, erhalte sie die Qualität einer Herrschertugend. Der philanthropische Herrscher habe große Ehrfurcht vor den Menschen; daher könne er sich nicht leichtfertig gegenüber einem Menschen vergehen. Für Themistios war die Philanthropie das Merkmal einer tugendhaften Einstellung von Mächtigen gegenüber Schwächeren; einen Handwerker als Philanthropen zu bezeichnen fand er lächerlich.
In der Philosophie des Themistios ist Gott als das mächtigste Wesen zugleich der größte Menschenfreund. Der Kaiser hat die Aufgabe, Gott nachzuahmen und ihm ähnlich zu werden. Von den drei Eigenschaften, die Gottes Überlegenheit ausmachen – seine Unsterblichkeit, seine Macht und seine unablässige Fürsorge für die Menschen – kann sich der Kaiser nur eine, die letztgenannte, so aneignen, dass er gottähnlich wird. Somit besteht seine Angleichung an die Gottheit darin, dass er sich menschenfreundlich verhält. Dazu gehört hauptsächlich die Milde, die er nicht nur gegenüber seinen Untertanen, sondern gegenüber allen Völkern zeigen soll. Eine solche Haltung einzunehmen lohnt sich, denn sie bringt dem Herrscher die Zuneigung und freiwillige Kooperation seiner Untertanen ein und beeindruckt fremde Völker stärker als militärische Gewalt. Somit bewirkt und sichert Philanthropie den inneren und den äußeren Frieden des Reichs. Der Kaiser soll eine philosophische Ausbildung erhalten, die ihn befähigt, sich die philanthropische Gesinnung anzueignen. Dabei hilft ihm die Orientierung an historischen Vorbildern. Themistios nahm einen engen Zusammenhang von Menschenfreundlichkeit und Bildung an. Er betonte die Lehrbarkeit der Philanthropie; die Belehrung könne man der Literatur entnehmen. Die Liebe zur Literatur (philologia) bringe Liebe zu den Menschen hervor. Hinsichtlich des Weges zur Entfaltung der Menschenliebe folgte Themistios dem stoischen Aufriss der Sozialbeziehungen: Den Ausgangspunkt bilde die Geschwisterliebe, ihr folge die Familienliebe, dieser die Vaterlandsliebe und schließlich die allgemeine Menschenliebe. Als Kinder eines göttlichen Vaters seien alle Menschen letztlich Geschwister. Die Liebe zur eigenen Spezies sei keine Besonderheit des Menschen, sondern auch im Tierreich anzutreffen. Nachdrücklich stellte Themistios den Unterschied zwischen einem philanthropischen und einem nur auf die Interessen des eigenen Volkes bedachten Herrscher heraus. Der berühmte Perserkönig Kyros sei nur Perserfreund gewesen, nicht Menschenfreund; Alexander der Große sei nur Makedonenfreund gewesen, nicht Griechenfreund, und Kaiser Augustus Römerfreund. Ein menschenfreundlicher Herrscher hingegen sei derjenige, dessen Fürsorge keinen Menschen ausschließe.
In spätantiken Kaisergesetzen wurde die humanitas („Menschlichkeit“) als Maxime der Entscheidungen des Herrschers genannt, eine Tugend, die im Wesentlichen der griechischen philanthropia entspricht. Sie äußerte sich als Gnade, Gunstbezeigung, Nachsicht, Mitleid und Fürsorge für die Untertanen. Kaiser Justinian I. (527–565) hob in seiner Gesetzgebung die Bedeutung der Menschenfreundlichkeit hervor. In seinen Novellen, einem Teil des Corpus iuris civilis, legte er Gewicht auf die Feststellung, dass er ein philanthropischer Herrscher sei und dass seine Gesetze in umfassendem Sinn menschenfreundlich seien. Philanthropie und Gerechtigkeit seien die höchsten menschlichen Güter.

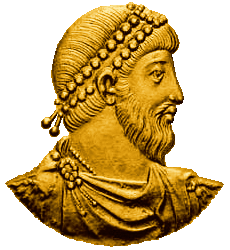
Münzbildnis Kaiser Julians

Im paganen Neuplatonismus der Spätantike wurde die Philanthropie eng mit der Frömmigkeit verbunden. Schon der frühe Neuplatoniker Porphyrios († 301/305) bekannte sich zu der Überzeugung, die Philanthropie sei das Fundament der Frömmigkeit. Auch der stark vom neuplatonischen Denken beeinflusste Kaiser Julian (360–363) betonte die Bedeutung des Philanthropie-Gedankens für die Lebensführung religiöser Menschen und besonders für die Priesterschaft. Julian strebte eine Neubelebung der römischen Religion an und versuchte das Christentum zurückzudrängen. In der traditionellen philosophischen Menschenfreundlichkeit fand er ein Leitbild, das mit dem christlichen Ideal der Nächstenliebe konkurrieren sollte. Er unterstellte den Christen, sie hätten das alte Konzept der Philanthropie übernommen und zu Unrecht als genuin christlich ausgegeben, um damit für ihre Religion zu werben. Wie Themistios ging Julian von der Überlegung aus, dass die Gottheit von Natur aus menschenfreundlich sei und daher auch eine entsprechende Einstellung unter den Menschen schätze und erwarte. Für ihn war Frömmigkeit mit philanthropischer Aktivität untrennbar verknüpft, denn er meinte, rechte Gottesverehrung setze eine tätige Menschenfreundlichkeit voraus. Diese solle vor allem den Fremden und den Armen zugutekommen, doch solle sie sich auch auf die Behandlung schlechter Menschen und inhaftierter Straftäter erstrecken. Außerdem sei Humanität auch eine Konsequenz aus der Verwandtschaft aller Menschen. Die Philanthropie des Herrschers zeige sich in seiner Milde, seiner Bereitschaft zur Verzeihung und Begnadigung, aber auch in karitativer Tätigkeit. Mit der Hervorhebung des Aspekts der Hilfe für Bedürftige wollte Julian der intensiven karitativen Aktivität der Christen eine pagane Alternative entgegensetzen. Er forderte die paganen Priester dazu auf, Armen- und Fremdenhäuser zu errichten, die allen Bedürftigen unabhängig von ihrer Religion offenstehen sollten. Für die Durchführung solcher Maßnahmen stellte er staatliche Mittel bereit. Nothilfe sollte grundsätzlich jedem Bedürftigen geleistet werden, doch machte Julian das Ausmaß der Unterstützungswürdigkeit von moralischen Kriterien abhängig; anständige Menschen seien großzügiger zu versorgen.
Hohe Wertschätzung für die Philanthropie zeigte auch Julians Freund Libanios, ein außerordentlich geschätzter und einflussreicher Redner. Er legte Gewicht auf den spezifisch griechischen Charakter der philanthropischen Einstellung.
Den antiken Christen war der Begriff der Philanthropie aus der Bibel vertraut. Im Neuen Testament kommt das Substantiv philanthropia zweimal vor, das Adverb philanthrṓpōs einmal. Nach der Darstellung in der Apostelgeschichte wurde der Apostel Paulus als Gefangener wohlwollend (philanthrṓpōs) behandelt und nach seinem Schiffbruch zeigten ihm die Einheimischen eine außergewöhnliche Freundlichkeit (philanthropia). Im Titusbrief ist von der Menschenliebe Gottes die Rede. Auch in der Septuaginta, der altgriechischen Fassung des Tanach, wird das Wort philanthropia verwendet, allerdings nur in deuterokanonischen Schriften. Dennoch spielte der Philanthropie-Gedanke bei den Kirchenschriftstellern des lateinischsprachigen Westens eine relativ geringe Rolle. Im Denken der spätantiken griechischen Kirchenväter hingegen nahm die Philanthropie einen hervorragenden Platz ein. Ihnen ging es vor allem um die Philanthropie als Eigenschaft Gottes, die sich der Mensch aneignen solle, indem er Christus nachahme. Die Menschwerdung Gottes wurde in Anknüpfung an die einschlägige Stelle im Titusbrief auf seine philanthropia zurückgeführt. Eusebius von Caesarea betonte in seiner Lebensbeschreibung Kaiser Konstantins des Großen dessen Philanthropie, die der Herrscher sogar gegenüber Häretikern (Irrgläubigen) gezeigt habe; Konstantin sei der philanthropischste Mensch gewesen, der je gelebt habe. In der Liturgie der oströmischen Kirche wurden Formeln verwendet, mit denen Gott als „der gute und menschenfreundliche“ (ho agathós kai philánthrōpos) charakterisiert oder in anderen Formulierungen als philanthropisch bezeichnet wurde.
Kritik übten westliche Kirchenväter an manchen Aspekten der paganen Philanthropie. Vor allem die Veranstaltung von Spielen, die traditionell zu den gemeinnützigen Wohltaten gezählt wurde, verurteilten sie als Geldverschwendung. Den paganen Wohltätern unterstellten sie eigennützige Motive; sie beschuldigten sie, ihr Vermögen aus Ruhmsucht auf unverantwortliche Weise zu verschleudern. Ferner wurde vorgebracht, das Streben nach Nachruhm sei sinnlos, da er den Toten nichts nütze; zudem seien die Werke der Philanthropen vergänglich, beispielsweise könnten Bauten durch Erdbeben, Feuer oder einen feindlichen Angriff zerstört werden.

#### Das Verhältnis von Philanthropie und Nächstenliebe
In der modernen Forschung wird die Frage nach Kontinuität oder Diskontinuität zwischen paganer Philanthropie und christlicher Nächstenliebe unterschiedlich beantwortet. Gefragt wird, inwieweit das antike Verständnis der christlichen Forderung, den „Nächsten“ zu lieben, an bereits vorhandene Vorstellungen von einer allgemeinen Menschenliebe anknüpfte. Unstrittig ist, dass christliche Nächstenliebe etwas prinzipiell anderes als pagane Philanthropie ist. Entschiedene Vertreter der Richtung, welche die Diskontinuität betonen, sind Paul Veyne und Peter Brown. Veyne konstatiert, pagane Wohltätigkeit und christliche Mildtätigkeit unterschieden sich „im Hinblick auf ihre Ideologie, ihre Empfänger, die jeweils Beteiligten sowie durch deren Motivationen und Verhalten“. Brown befindet, in der Spätantike habe im Zuge der Christianisierung eine „Revolution“ in den sozialen Vorstellungen stattgefunden. An die Stelle des herkömmlichen „bürgerlichen“ Gesellschaftsmodells der paganen römischen Elite sei das christliche „ökonomische“ Modell getreten. Charakteristisch für das alte Philanthropieverständnis sei die Ausrichtung der gemeinnützigen Bestrebungen auf die eigene Stadt und deren alteingesessene Bürgerschaft. Im Gegensatz dazu habe das neue „ökonomische“ Denken der Christen den universalen, Stadt und Land umfassenden Gegensatz zwischen Armen und Reichen in den Mittelpunkt gestellt und den Armen als solchen, unabhängig von seiner Herkunft, zum Objekt der Liebe und Wohltätigkeit gemacht. So sei an die Stelle des paganen Philanthropen der „armenliebende“ (φιλόπτωχος philóptōchos) Reiche getreten. Als grundsätzlicher Unterschied wird hervorgehoben, dass das philanthropische Eingreifen nach dem gängigen paganen Verständnis nur unverdient in Not geratenen anständigen, unterstützungswürdigen Personen zugutekommen sollte, die Nächstenliebe hingegen jedem unabhängig von seinem sittlichen Niveau geschuldet wurde. Pagane Philanthropen erwarteten Dankbarkeit von den Beschenkten, christliche Wohltäter erhofften Vergeltung von Gott. Ein weiterer Unterschied liegt darin, dass pagane Philanthropie gewöhnlich den Aspekt von Herablassung und sozialem Abstand zwischen Wohltäter und Begünstigtem enthält, der in der Nächstenliebe fehlt. Andererseits wird in der Forschung auf die Übernahme der traditionellen Terminologie der Menschenfreundlichkeit und damit verbundener Gedanken in griechischsprachigen christlichen Texten hingewiesen. Sie spricht dafür, dass Christen eine zumindest partielle Kontinuität sahen und bejahten. Das Nebeneinander paganer und christlicher Ideen im 4. Jahrhundert führte zu einer gegenseitigen Beeinflussung: Pagane Autoren dehnten das herkömmliche Verständnis von Menschenfreundlichkeit aus, damit ihre Ethik mit der christlichen konkurrieren konnte; Christen übernahmen den Gedanken der Philanthropie als Herrschertugend und verwendeten philanthropia oft im Sinne der christlichen Liebe, der agape, wenngleich die beiden Ausdrücke nicht als gleichbedeutend betrachtet wurden.

### Die philanthropische Praxis
Im öffentlichen Diskurs der klassischen Zeit war die Mitmenschlichkeit in Athen ein beliebtes Thema. Mit seiner Verherrlichung der athenischen Philanthropie zeichnete Demosthenes ein Bild von seinen Mitbürgern als mitfühlenden und großzügigen Menschen, die gern einheimischen und auswärtigen Notleidenden zu Hilfe eilten. Das waren Eigenschaften, die auch von anderen Rednern gerühmt wurden und dem kollektiven Selbstbild der Athener entsprachen. Die Geschichtsquellen lassen allerdings erkennen, dass solche Darstellungen geschönt sind. Es galt zwar als edel und lobenswert, Unbekannten zu helfen, aber eine moralische Verpflichtung zu solchen Taten bestand nicht. In Wirklichkeit verhielten sich die Athener sowohl in der Politik als auch im Privatleben angesichts fremder Not gewöhnlich pragmatisch und eher zurückhaltend. Sie waren anscheinend wenig geneigt, für fremde Mitbürger oder gar für Ausländer um der Menschlichkeit willen Opfer zu bringen. Eine starke gegenseitige Hilfsbereitschaft zwischen Angehörigen und Freunden wurde hingegen allgemein erwartet und galt als Pflicht. Gelegenheit zu humanitärer Hilfe bestand insbesondere gegenüber Kranken und Verwundeten, beim Freikauf gefangener Mitbürger und in Fällen von Straßenkriminalität. Das Ausmaß der tatsächlich praktizierten Philanthropie gegenüber Fremden wird in der Forschung unterschiedlich eingeschätzt. Skeptisch beurteilt Matthew R. Christ das überlieferte Bild von den altruistischen Athenern, während Rachel Sternberg und Gabriel Herman zu einer günstigeren Einschätzung gelangen.
Philanthropie wurde in der Antike in erster Linie als Wohltätigkeit (euergesía) praktiziert. In der Forschung spricht man von „Euergetismus“ (von euergétēs „Wohltäter“). Als Wohltäter im philanthropischen Sinne galt jeder, der Hilfe leistete, die als Zeichen des Wohlwollens verstanden wurde, da keine Verpflichtung dazu bestand. Griechische Stadtstaaten verliehen ab dem 5. Jahrhundert v. Chr. durch Dekrete einzelnen Personen, die sich um das öffentliche Wohl verdient gemacht hatten, den Ehrentitel euergetes. Diese formelle Ehrung wurde in der klassischen Epoche nur Fremden, nicht Mitbürgern zuteil, beispielsweise dem König von Makedonien seitens der Athener.

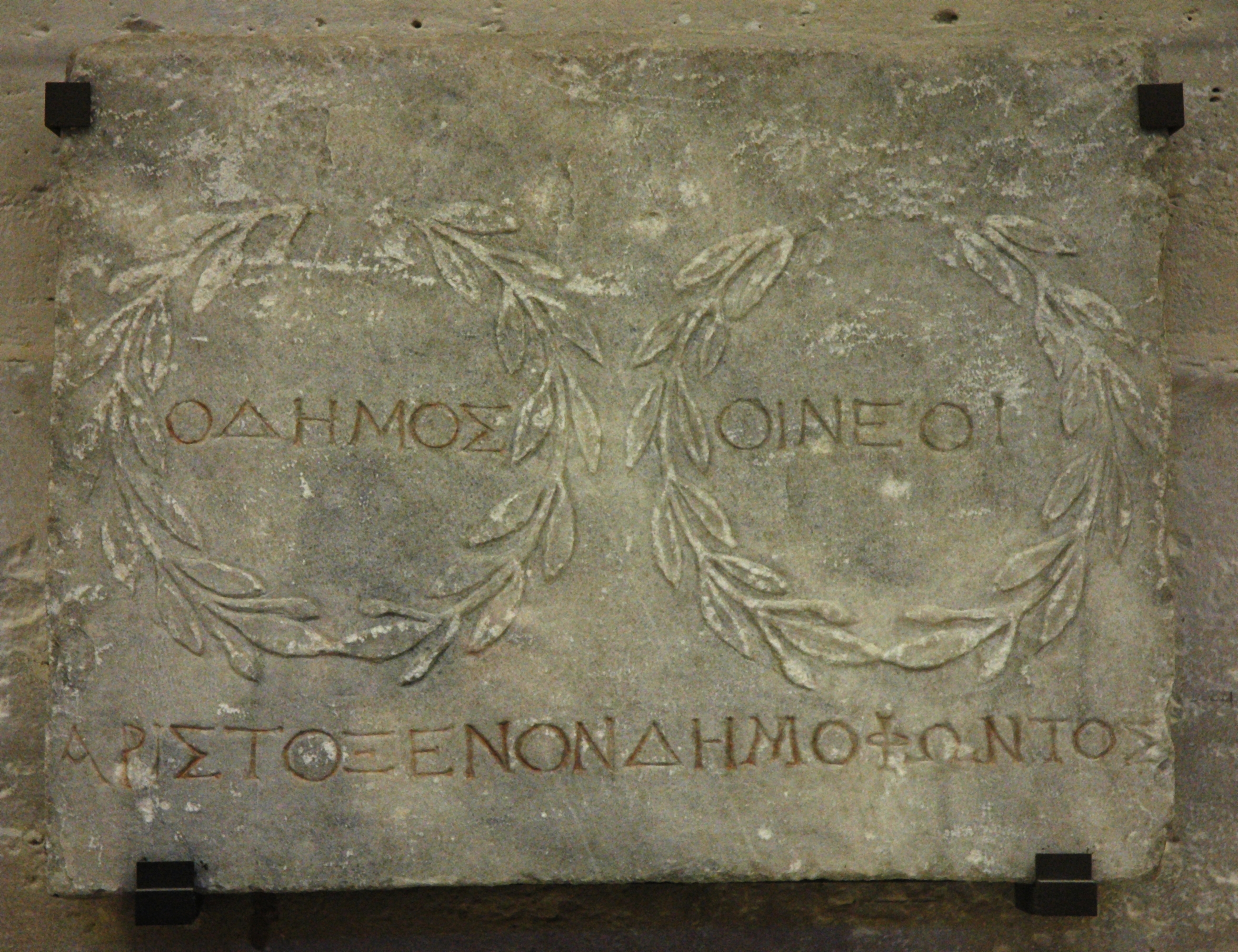
Athenische Ehreninschrift, 3./2. Jahrhundert v. Chr.

Im hellenistischen Zeitalter und in der römischen Kaiserzeit war der Ehrentitel des Wohltäters sehr verbreitet. Oft wurde er den auswärtigen Wohltätern einer Stadt nicht nur als persönliche Anerkennung verliehen, sondern auch auf deren Nachkommen übertragen; diese euergesia war erblich. Die vom euergetes Begünstigten pflegten die Ehrung inschriftlich zu bekunden, in manchen Fällen errichtete man ihm sogar eine Statue. Damit wurde die geschuldete und erwartete Dankbarkeit ausgedrückt, wobei zugleich die Hoffnung auf weitere Wohltaten motivierend wirken konnte. Einheimische, die sich besondere Verdienste um das Gemeinwohl erworben hatten, wurden auf unterschiedliche Weise öffentlich geehrt. Als vorbildliche Wohltäter galten Götter und Heroen (halbgöttliche mythische Gestalten). Ihnen wurde philanthropia – eine menschenfreundliche Gesinnung – zugeschrieben. Man nahm an, dass sie sich den Menschen gnädig zuwenden und ihnen Gutes erweisen. Analog wurde die Wohltätigkeit der Herrscher – sowohl hellenistischer Könige als auch römischer Kaiser – wahrgenommen. Herrscher, die teils schon zu ihren Lebzeiten eine göttliche oder gottähnliche Stellung einnahmen, zeigten durch ihre philanthropischen Aktivitäten ihre Gnade und Großzügigkeit. Der im griechischsprachigen Osten des römischen Reichs traditionelle Euergetismus wurde auch in der westlichen Reichshälfte zu einem wesentlichen Aspekt der gesellschaftlichen Ordnung in den Städten. Auch dort wurde philanthropische Betätigung für die städtischen Eliten zu einem Mittel, ihre Macht und ihr Ansehen zu demonstrieren.
Materiell wurde Philanthropie in der hellenistischen Staatenwelt und im kaiserzeitlichen römischen Reich durch einzelne Schenkungen oder durch Stiftungen ausgeübt. Das Stiftungswesen machte einen bedeutenden Teil der philanthropischen Praxis aus. Der Stifter schenkte oder hinterließ den Empfängern seiner Wohltat ein Stiftungsvermögen. Dieses konnte aus Kapital, verkäuflichem Besitz oder einer zur Verpachtung bestimmten Immobilie bestehen. Die laufenden Erträge – Zinsen oder Pacht – ermöglichten regelmäßige Zuwendungen an den vom Stifter bestimmten Personenkreis, das Stiftungsvermögen blieb unangetastet. Bei den so finanzierten Wohltaten (lateinisch beneficia) handelte es sich teils um Geldzuwendungen an Bedürftige, teils um periodische Veranstaltungen wie Feste, die mancherorts mit musischen oder sportlichen Wettkämpfen verbunden waren. Manche Stiftungen dienten der Errichtung und dem Unterhalt von öffentlichen Gebäuden, beispielsweise einer Bibliothek, andere der Finanzierung von Schulen oder der Sicherung des Lebensunterhalts von Kindern aus minderbemittelten Familien. Wenn der Zweck die Unterstützung von Kindern war, spricht man von einer Alimentarstiftung (von lateinisch alimentum „Nahrung“, „Unterhaltsmittel“). Alimentarstiftungen wurden vor allem in der Zeit der Adoptivkaiser eingerichtet, wobei sich Kaiser Trajan besonders hervortat.
Die Stifter waren meist Herrscher oder Angehörige der wohlhabenden städtischen Eliten, darunter auch Frauen, doch nicht immer handelte es sich um Personen von hohem sozialem Rang; auch ein reicher Freigelassener konnte eine philanthropische Stiftung einrichten. Die Adoptivkaiserzeit war die Blütezeit des römischen Stiftungswesens; später nahm seine Bedeutung stark ab. Für Afrika ist erkennbar, dass das Ende der Severerzeit im Jahr 235 einen Einschnitt bildete. Nach dem Untergang der Severerdynastie kam es zur Reichskrise des 3. Jahrhunderts, die sich offenbar negativ auf das Stiftungswesen auswirkte. Eine wesentliche Ursache des Rückgangs war die Geldentwertung, die dazu führte, dass die Erträge aus den Stiftungsvermögen sanken.
Zu den Motiven der Stifter gehörte nicht nur der Wunsch, zu ihren Lebzeiten Dankbarkeitsbezeugungen und Ehrungen zu erhalten; oft legten sie auch Wert darauf, dass die begünstigten Gemeinden oder Institutionen nach ihrem Tod dafür sorgten, dass das Gedenken an sie oder an ihre Angehörigen lebendig blieb. Inschriften priesen ihre Freigebigkeit (munificentia, liberalitas). Dass es häufig mehr um die Interessen der Stifter als um das Wohl der Empfänger ging, zeigen die testamentarischen Bestimmungen mancher Stifter, die vorsahen, dass im Fall einer Nichterfüllung ihres Willens andere Personengruppen oder Gemeinden an die Stelle der zunächst Bedachten treten sollten.

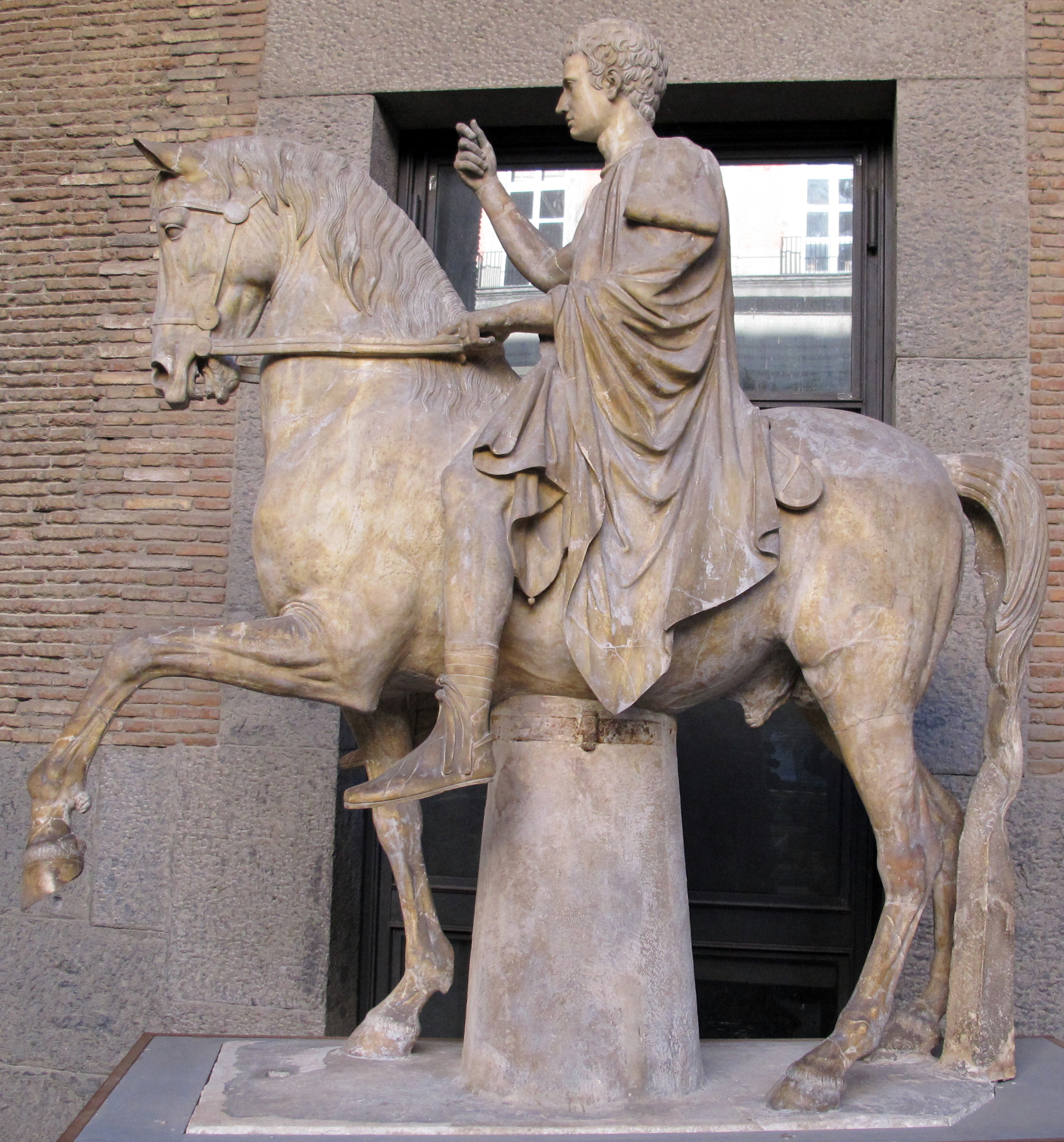
Reiterstatue des Philanthropen Marcus Nonius Balbus (filius), auf Beschluss des Stadtrats von Herculaneum auf Kosten der Stadt errichtet; Beginn des 1. Jahrhunderts n. Chr.

Generell war bei kaiserzeitlichen Wohltätern der Wunsch nach einer Dokumentation ihrer Großzügigkeit in der Regel stark ausgeprägt. Bei Gemeinschaftsaktionen von Spendern wurden oft Listen mit den Namen der einzelnen Beteiligten und Angabe der jeweils gespendeten Summe inschriftlich der Mit- und Nachwelt zur Kenntnis gebracht. Manche Wohltäter waren so stark an der öffentlichen Ehrung interessiert, dass sie die Kosten der Errichtung einer Statue samt Inschrift zu ihren Ehren selbst übernahmen. Auch kleinere Bauleistungen wie eine Brunneneinfassung oder eine einzelne Säule nahmen manche Spender zum Anlass, ihren Beitrag der Öffentlichkeit inschriftlich mitzuteilen. In Grabinschriften wurden philanthropische Taten des Verstorbenen gewürdigt. Als Motiv der kaiserzeitlichen Philanthropen wird in den Ehreninschriften in erster Linie die Liebe (amor, adfectio) genannt. Weniger häufig sind Hinweise auf die Frömmigkeit (pietas) und das Wohlwollen (benevolentia).
Unterschiedlich wird in der Forschung der Stellenwert der Philanthropie für das innere Funktionieren der Städte eingeschätzt. Einer Forschungsrichtung zufolge hatte der Euergetismus ein großes Gewicht oder war sogar der entscheidende Faktor für die soziale und finanzielle Funktionsfähigkeit der Städte im Hellenismus und in der frühen und hohen Kaiserzeit. Anscheinend konnten manche Städte einen Teil der öffentlichen Aufgaben nicht allein finanzieren und waren daher auf die Hilfe von Philanthropen angewiesen. Insbesondere bei städtischen Baumaßnahmen mussten manchmal Privatleute die nötigen Mittel bereitstellen. Ein weiterer Aufgabenbereich, in dem sich Philanthropen engagierten, war die Versorgung der städtischen Bevölkerung mit Grundnahrungsmitteln in Zeiten der Lebensmittelknappheit. Eine alternative Interpretation des Quellenmaterials ergibt jedoch für die Kaiserzeit ein anderes Bild. Ihr zufolge wird die Finanzkraft der Städte oft unterschätzt; sie konnten die Leistungen für die Grundbedürfnisse der Bürger selbst erbringen, während die Beiträge der Euergeten angenehm und willkommen, aber nicht unabdingbar waren und eher dem Luxus und dem Prestige der Stadt dienten. Das ausgeprägte Geltungsbedürfnis der Spender kann dazu geführt haben, dass private gemeinnützige Aktivitäten inschriftlich weitaus besser dokumentiert wurden als kommunale Leistungen. Daher ist mit der Möglichkeit zu rechnen, dass der philanthropische Beitrag zum Gemeinwohl im vorliegenden inschriftlichen Material überrepräsentiert ist.
Im christianisierten Reich der Spätantike spielten Zuwendungen für gemeinnützige Zwecke – auch in Form von Stiftungen – weiterhin eine wichtige, wenngleich im Vergleich mit der Blütezeit reduzierte Rolle. Zum Rückgang des Euergetismus trug insbesondere der Umstand bei, dass ein wachsender Anteil der für Spenden zur Verfügung stehenden Mittel an die Kirche floss. Das Hauptmotiv der privaten christlichen Wohltätigkeit war nicht im herkömmlichen Sinn philanthropisch; es war die Erfüllung einer religiösen Pflicht, die sich aus dem biblischen Gebot der christlichen Nächstenliebe ergab. Allerdings zeugt eine ansehnliche Zahl spätantiker Inschriften vom Andauern traditioneller philanthropischer Aktivität. Beispiele sind die Restaurierung von Thermen und deren Wasserleitungen sowie anderer öffentlicher Bauten, die Errichtung von Statuen sowie Straßen- und Brunnenbau. Die wichtigsten Leistungen der Philanthropen betrafen Bauwerke, wobei Restaurierungen alter Gebäude häufiger waren als Neubauten; aber auch Spiele, Festessen und Theateraufführungen wurden von ihnen finanziert. Ein wichtiges Motiv war dabei das Bestreben, sich beliebt zu machen, um Ämter und Ehren zu erlangen. Dabei war der traditionelle Ehrgeiz und Geist des Wettstreits weiterhin lebendig; Quintus Aurelius Symmachus schrieb im Jahr 375 in einem Brief an seinen Vater, die Honoratioren von Benevent hätten darin gewetteifert, ihren Reichtum für die Verschönerung der Stadt einzusetzen. Nach einem Erdbeben hätten sie solche Großzügigkeit gezeigt, dass von ihren Vermögen kaum etwas übrig geblieben sei.

## Byzantinisches Reich
Während im mittelalterlichen West- und Mitteleuropa Wohltätigkeit nur als Ausdruck christlicher Nächstenliebe und Barmherzigkeit aufgefasst wurde, blieb im Byzantinischen Reich der antike Gedanke der tätigen Menschenfreundlichkeit lebendig. Für die Byzantiner galt die philanthropia als eine der wichtigsten kaiserlichen Tugenden. Der Geschichtsschreiber Theophylaktos Simokates berichtet, Kaiser Tiberios I. (578–582) habe vor seinem Tod seinen Schwiegersohn und Nachfolger Maurikios (582–602) ermahnt, er solle seinen Zorn von der Menschenfreundlichkeit beherrschen lassen. Anreden frühbyzantinischer Kaiser enthielten einen Hinweis auf die herrscherliche Philanthropie. Der Topos der kaiserlichen Menschenfreundlichkeit samt den traditionell damit verbundenen Vorstellungen (Nachahmung der Güte Gottes, Gnade, Milde, Humanität, Großzügigkeit) blieb auch im weiteren Verlauf der byzantinischen Geschichte gängig. Kaiser Konstantin VII. (913–959) stellte fest, dem Kaiser falle die Aufgabe zu, allen ein Wohltäter zu sein. Wenn er die Tugend der Philanthropie einbüße, vergehe er sich gegen sein Kaisertum. Bei der Auslegung der Gesetze müsse er in philanthropischem Geist vorgehen. Der Gelehrte und Geschichtsschreiber Michael Psellos hielt die Wohltätigkeit für diejenige Tugend, die am meisten für einen Herrscher charakteristisch sei. Nach einer bei Psellos überlieferten Anekdote war Kaiser Konstantin IX. (1042–1055) der Ansicht, er könne sich nicht mehr als Kaiser betrachten, wenn er an einem Tag keine philanthropische Tat für seine Untertanen vollbracht habe. Eine Reihe weiterer Quellen aus mittel- und spätbyzantinischer Zeit bestätigen die andauernde Verbreitung der Überzeugung, dass die Menschenfreundlichkeit ein Grundzug des Kaisers sein müsse. Die Selbstverpflichtung, die ein neuer Kaiser vor seiner Krönung im Krönungseid abzugeben hatte, schloss das Versprechen ein, dass er philanthropos sein werde.
Die Philanthropie wurde nicht nur den Kaisern zugeschrieben, sondern auch als besonderer Vorzug der Byzantiner im Vergleich zu anderen Völkern gepriesen. Nach der Darstellung des Theophylaktos erklärten die mit dem Khagan der Awaren verhandelnden Gesandten des Kaisers Maurikios, die „Römer“ (Byzantiner) seien friedliebend und nachsichtig, da sie in der Philanthropie allen anderen Völkern überlegen seien. Theophylaktos berichtet auch, die Byzantiner seien wegen ihrer Philanthropie im Ausland in bestem Ruf gestanden. Im 9. Jahrhundert bat der Patriarch Photios I. den Kaiser Basileios I. um Milde, denn dies gezieme dem Herrscher des „höchst philanthropischen Volkes der Römer (Byzantiner)“. Photios empfahl dem bulgarischen Herrscher Boris I., seinen Untertanen ein Vorbild der Gerechtigkeit und Philanthropie zu sein, denn die Haltung des Herrschers werde für das Volk zur Richtschnur. Im frühen 10. Jahrhundert dementierte der Patriarch Nikolaos I. Mystikos das Gerücht, die Moschee in Konstantinopel sei zerstört worden; er schrieb dem Kalifen, das römische (byzantinische) Volk habe viele Vorzüge aufzuweisen, und unter diesen seien die Philanthropie und die vernünftige Milde (epieíkeia) die bedeutendsten. Das sei eine weltweit anerkannte Tatsache, die von der gesamten Geschichte bestätigt werde. Dieses Selbstbild war noch im 14. Jahrhundert aktuell; Kaiser Johannes VI. Kantakuzenos (1347–1354), der sich auch als Geschichtsschreiber betätigte, beschrieb die Byzantiner als ein Volk, für das die Vielzahl seiner philanthropischen Leistungen charakteristisch sei.
In theologischer Literatur war der Ausdruck philanthropia eine gängige Bezeichnung sowohl für die Liebe Gottes zu den Menschen als auch für die christliche Nächstenliebe und deren tätige Umsetzung. Die Wörter philanthopia und agápē (uneigennützige Liebe) wurden synonym verwendet und Christus wurde oft einfach als „der Philanthrop“ bezeichnet.
Materiell äußerte sich die staatliche, kirchliche und private Philanthropie vor allem in der Gründung und Unterhaltung zahlreicher wohltätiger Einrichtungen. Dazu zählten Pilgerherbergen, Waisenhäuser, Armenhäuser, Altersheime und Krankenhäuser, darunter spezielle Hospitäler für Leprakranke. Im 10. Jahrhundert waren die philanthropischen Institutionen so zahlreich geworden, dass Kaiser Nikephoros II. (963–969) Neugründungen untersagte; er war der Ansicht, alle für Wohltätigkeit zur Verfügung stehenden Ressourcen sollten den bereits bestehenden Einrichtungen zugutekommen. Diese Bestimmung wurde von Basileios II. (976–1025), der völlig anderer Meinung war, rückgängig gemacht.

## Islamische Welt
Im Islam wird zwischen der für alle Muslime obligatorischen, für Wohltätigkeitszwecke bestimmten Abgabe zakāt und freiwilligen religiös motivierten Spenden (ṣadaqa) unterschieden. Die Terminologie ist allerdings nicht immer konsistent, ṣadaqa kann auch die Steuer zakāt einschließen. Freiwillige Spenden können bloße Almosen sein oder einer nachhaltigen Verbesserung der Lebensverhältnisse im Sinne philanthropischer Aktivität dienen. Als Empfänger kommen auch Nichtmuslime in Betracht. In zahlreichen Hadithen (Aussprüchen des Propheten Mohammed) wird die außerordentliche Bedeutung von ṣadaqa betont. Dem Spender wird in Aussicht gestellt, dass ihn seine Wohltätigkeit vor der Hölle retten wird. Er soll keinerlei Gegenleistung oder Anerkennung vom Empfänger erwarten, aber darauf vertrauen, dass Gott ihn belohnen wird.
Schon in der Frühzeit des Islam entfaltete sich im Rahmen von ṣadaqa ein religiöses Stiftungswesen. Zwar ist dem Koran dazu nichts zu entnehmen, doch sind Hadithe überliefert, die traditionell zur Rechtfertigung des Stiftungswesens angeführt werden. Einem Hadith zufolge riet der Prophet einem seiner Gefährten, dem späteren Kalifen ʿUmar ibn al-Chattāb, das wertvollste Stück Land, das ʿUmar besaß, unveräußerlich zu machen und die Erträge daraus der Wohltätigkeit zukommen zu lassen. Darauf habe ʿUmar festgelegt, dass dieser Landbesitz nicht verkauft, vererbt oder verschenkt werden dürfe, sondern einem Verwalter zu übergeben sei, der die Erträge unter anderem für Arme, Sklaven, Reisende und Gäste verwenden solle. In der Anfangszeit wurde für Stiftungen dieser Art die Bezeichnung ḥabs verwendet, später bürgerte sich der Ausdruck waqf ein.
Nach islamischem Recht kann der Stifter den Stiftungszweck und den Kreis der Begünstigten im Rahmen des gesetzlich Zulässigen nach seinem Ermessen bestimmen. Das Stiftungsvermögen kann aus Immobilienbesitz oder aus beweglichen Gütern bestehen. Begünstigt werden kann ein vom Stifter festgelegter Personenkreis oder eine Institution, beispielsweise eine Moschee oder Schule. Auch Nichtmuslime dürfen Stiftungen errichten. Nur ein Teil der Stiftungen dient wohltätigen Zwecken, wobei traditionell – gemäß der Empfehlung des Propheten – die Armenfürsorge eine wichtige Rolle spielt.

## Allgemeine Menschenliebe in der chinesischen Philosophie
In der chinesischen Philosophie der „klassischen Zeit“ („Hundert Schulen“, 6.–3. Jahrhundert v. Chr.) gehörte die Menschenfreundlichkeit oder Menschenliebe zu den bedeutenden Themen. Im Mohismus wurde das Ideal einer „allgemeinen Menschenliebe“ entwickelt, die in Staat und Gesellschaft zum grundlegenden Ordnungsprinzip erhoben werden sollte.

### Hauptmerkmale der unterschiedlichen Modelle
Im Konfuzianismus, der im 6./5. Jahrhundert v. Chr. von dem Philosophen Kǒng Fūzǐ (Konfuzius) eingeführten Lehre, ist „Menschlichkeit“ (仁,  ren) ein zentraler Begriff. Das Wort war ursprünglich mit dem Wort „Mensch“ identisch; es erhielt schon in vorkonfuzianischer Zeit die zusätzliche Bedeutung „Menschlichkeit“ im Sinne einer menschenfreundlichen Gesinnung. Kǒng Fūzǐ und auch die späteren Konfuzianer sahen in der „kindlichen Pietät“ gegenüber den Eltern die Grundlage der gesamten Ethik. Loyalität zu den sonstigen Familienangehörigen und zu entfernteren Verwandten galt als Erweiterung dieser Pietät. Davon ausgehend wurde die Forderung nach Rücksichtnahme und respektvollem Verhalten auf das Verhältnis zu nicht blutsverwandten Personen ausgedehnt: Auch im Umgang mit Nachbarn, Mitbürgern und schließlich allen Menschen war „Menschlichkeit“ geboten. Das Ausmaß der konkreten Pflichten, die sich daraus ergaben, war abgestuft; es richtete sich nach der Nähe der Beziehung zu der anderen Person. Da die Nähe von der Herkunft abhing, hatte im Konfliktfall die familiäre Loyalität gegenüber anderen Werten und der Rücksichtnahme auf Fremde den Vorrang. Wegen der ethischen Priorität der Bedürfnisse der jeweils näherstehenden Person wurde sogar erwartet, dass man Verfehlungen enger Angehöriger deckte.
Eine Alternative zum Modell der konfuzianischen Ethik entwickelte im 5. und frühen 4. Jahrhundert v. Chr. der Denker Mo Di (auch Me Ti, Mozi, Mo-tsu, Mo-tse), der Begründer des nach ihm benannten „Mohismus“. Mo Di führte das Konzept der „allgemeinen Menschenliebe“ (兼 愛, jian ai) in die chinesische Philosophie ein. Er machte die allgemeine Menschenliebe zum Grundbegriff seiner gesamten Ethik und setzte sie der gestaffelten Menschenfreundlichkeit der Konfuzianer entgegen. Das konfuzianische Prinzip einer auf der Abstammung basierenden abgestuften Menschlichkeit hielt er schon vom Ansatz her für verfehlt. Ebenso wie Konfuzius bekannte er sich zum Ideal einer humanen, optimal geordneten Gesellschaft, doch wollte er es auf dem umgekehrten Weg verwirklichen. Nicht die familiäre Loyalität sollte der Grundbaustein sein, sondern eine alle Menschen gleichermaßen umfassende, grundsätzlich niemanden bevorzugende Liebe. Aus ihr und nicht aus dem Verwandtschaftsverhältnis sollte auch die soziale Ordnung innerhalb der Familie abgeleitet werden.
Die Verbindung oder Gleichsetzung von Menschlichkeit mit Liebe (ai oder qin) war nicht auf den Mohismus beschränkt; sie wurde auch von konfuzianischen und daoistischen Autoren vertreten. So schrieb der sehr einflussreiche Konfuzianer Mengzi (4. Jahrhundert v. Chr.), ein menschlich Gesinnter liebe die Menschen; sein Zeitgenosse Zhuangzi, ein maßgeblicher Repräsentant des Daoismus, gab die Definition: „Die Menschen zu lieben und [allen] Wesen von Vorteil zu sein, das nennt man Menschlichkeit.“ Der Konfuzianer Xunzi (3. Jahrhundert v. Chr.) setzte ebenfalls Menschlichkeit und Liebe gleich. Für das Verständnis solcher Texte ist allerdings wesentlich, dass bei den chinesischen Autoren der Begriff Liebe nicht all das umfasst, was nach verbreiteten westlichen Vorstellungen dazugehört. Gemeint ist ein Gefühl der Zuneigung, das man auch mit „Wohlwollen“ wiedergeben kann, und die daraus resultierende Haltung der Milde, Freundlichkeit, Rücksichtnahme und Schonung; emotionale Intensität muss damit nicht verbunden sein. Mengzi legte großes Gewicht auf seine Lehre, dass der Mensch von Natur aus gut und menschenfreundlich sei. Er versuchte die Verankerung der Menschlichkeit in der Natur nachzuweisen, indem er auf das Mitleid hinwies, das jeder Mensch auch Fremden gegenüber von Natur aus spontan empfinde und das der Keim der Menschlichkeit sei. Der gefühlsmäßige Aspekt der Menschlichkeit, die Menschenliebe, trat in seiner Version des Konfuzianismus relativ stark hervor.
Der im Vergleich mit traditionellen westlichen Konzepten nüchterne, pragmatische Charakter des Liebesverständnisses der frühen chinesischen Philosophen tritt im Mohismus besonders deutlich hervor. Mo Di dachte utilitaristisch, er ging von Nützlichkeitserwägungen aus und betrachtete die Menschenliebe nicht als Selbstzweck, sondern befürwortete sie wegen ihres Nutzens. Sein Argument war, dass sie die für alle Menschen beste Grundlage des Zusammenlebens sei; wenn „in der Welt alle einander liebten“, wäre „am Ende die ganze Welt in Ruhe und Ordnung“, Krieg und Kriminalität wären ausgeschlossen. Die Nüchternheit der von Mo Di propagierten Menschenliebe zeigt sich auch darin, dass er sie für befehlbar hielt und meinte, man könne sie kollektiv durch Anordnung einführen. Dies begründete er mit dem Argument, man könne den Menschen beispielsweise befehlen, zu fasten oder zu kämpfen, und solche Befehle würden ausgeführt, auch wenn sie sinnlos und für den Gehorchenden schädlich und schmerzhaft oder sogar lebensgefährlich seien. Auch bei der Kleidung würden Anweisungen von Vorgesetzten befolgt. Wenn es möglich sei, die Menschen zu einem für sie nachteiligen Verhalten zu zwingen, müsste es erst recht gelingen, die für jeden nur vorteilhafte Menschenliebe anzuordnen. Als durchführbar erschien Mo Di sein Programm auch deswegen, weil er fest davon überzeugt war, dass es von den vorbildlichen Herrschern des Altertums bereits verwirklicht worden sei. Diese idealen Könige hätten das Volk geliebt, wie aus den Quellen ersichtlich sei.
Um die Attraktivität seines gesellschaftlichen Modells zu erhöhen, fügte Mo Di sogar eine religiöse Komponente in seine Lehre ein. Er behauptete, „der Himmel“ sowie Götter und Geister seien am Nutzen der Welt interessiert und missbilligten die herrschenden sozialen Übelstände. Daher sei von ihnen Belohnung für ein erwünschtes, menschenfreundliches Verhalten und Strafe für Übeltaten zu erwarten. Zumindest sei ein Glaube an solche übermenschliche Instanzen für die Etablierung der allgemeinen Menschenliebe hilfreich. Daher sei der Glaube zu fördern, denn er sei nützlich, auch falls es in Wirklichkeit keine Götter und Geister geben sollte. Somit betrachtete Mo Di als Konsequentialist auch die Religion unter dem Gesichtspunkt ihrer Nützlichkeit. Aufwändige religiöse Rituale bekämpfte er; sie seien inhuman, da ihre hohen Kosten zur Verarmung des Volkes führten. Im späteren Mohismus trat die religiöse Argumentation immer mehr in den Hintergrund.
Mo Di hielt es grundsätzlich für möglich, dass sich das Prinzip der allgemeinen Menschenliebe aufgrund seiner Vorteilhaftigkeit auch ohne staatliche Förderung durchsetzt. Am erfolgversprechendsten sei aber die Einführung durch einen Herrscher, der daran Gefallen finde. Wenn ein Machthaber beschließe, es in seinem Reich zu etablieren, und durch Belohnungen und Strafen Anreize schaffe, dann müsse es sich dort durchsetzen. Das sei so sicher wie dass Feuer nach oben steigt und Wasser nach unten fließt. Dieser Überzeugung folgend trat Mo Di für einen starken, autoritären Staat ein, der die Menschenfreundlichkeit garantieren sollte. Konkret forderte er eine bis zum Lebensende reichende Fürsorge für alleinstehende alte Menschen, Betreuung von Waisenkindern und Unterstützung aller Bedürftigen. Die Grundlage dafür sei eine Einstellung, die auf dem Prinzip der Universalität beruhe.

### Kontroversen
Die Frage, ob die Menschenliebe aus dem Umgang mit der eigenen Familie und dem nachbarschaftlichen Umfeld erwachsen solle oder ob von vornherein eine universelle Menschenliebe die Ausgangsbasis sein müsse, wurde in der Frühzeit der chinesischen Philosophie kontrovers erörtert. Die Konfuzianer Mengzi und Xunzi polemisierten gegen den Mohismus, der keine Unterschiede und Grade der Liebe akzeptiere, was Mengzi für unmenschlich und Xunzi für politisch verhängnisvoll hielt. Mengzi meine, das Prinzip der mohistischen allgemeinen Liebe kenne keinen Vater, doch ohne Vater werde der Mensch zum Tier. Xunzi glaubte, der Mohismus mache eine ordentliche Regierung unmöglich. Mo Di bestritt den Wert der familiären Loyalität nicht, weigerte sich aber, ihr einen höheren Rang zuzubilligen als anderen ethischen Pflichten. Wer seinen eigenen Vater mehr liebe als den Vater seines Nachbarn, der irre. Ein pietätvoller Sohn wolle auch, dass die Nachbarn seinen Vater liebten und ihm nützten; daher müsse er derselben Maxime folgend seinerseits dem Vater des Nachbarn Liebe erweisen. Analoges gelte für die Länder; man solle dem eigenen Land keine größere Bedeutung zumessen als einem fremden. Die Bevorzugung der jeweils eigenen sozialen oder politischen Einheit sei das Grundübel der Menschheit. Sie müsse durch ein neues, entgegengesetztes Prinzip ersetzt werden. Wer menschlich gesinnt sei, der plane für die Welt nicht anders als ein pietätvolles Kind für die Verwandtschaft.
Ein zentraler Ansatzpunkt für Kritik an der mohistischen allgemeinen Menschenliebe war deren utilitaristische Begründung. Der Mohismus forderte Menschenliebe nicht als Erfüllung einer moralischen Pflicht unabhängig vom Erfolg, sondern weil sie dem Praktizierenden einen Gewinn verheiße. Zwar wurde Mo Dis persönliche Uneigennützigkeit auch von gegnerischer Seite anerkannt, doch Vertreter rivalisierender Richtungen – Konfuzianer, Daoisten und Legalisten – wandten gegen den Utilitarismus ein, die an das Eigennutzstreben appellierende Begründung für Menschenfreundlichkeit sei nicht stichhaltig. Aus konfuzianischer Sicht wurde vorgebracht, wenn man das Kriterium des Nutzens voranstelle, liefere man jede Norm der Willkür aus. Daoistische Kritik lautete, letztlich würden gerade die Rücksichtslosesten von der Menschenfreundlichkeit profitieren. Legalisten machten geltend, der Menschenfreundliche könne zwar anderen gegenüber human sein, nicht aber sie dazu bringen, seinem Vorbild zu folgen.
Han Yu (768–824), ein namhafter Konfuzianer zur Zeit der Tang-Dynastie, trat für eine Annäherung der mohistischen und der konfuzianischen Lehre ein. Im Neukonfuzianismus, der sich ab dem 11. Jahrhundert ausbreitete, wurde die Auseinandersetzung mit dem mohistischen Menschenliebe-Konzept aufgegriffen. Die neukonfuzianischen Denker hielten an der traditionellen ablehnenden Sichtweise fest. Wang Yangming (1472–1529), ein führender Vertreter des Neukonfuzianismus, war der Ansicht, die Menschenliebe Mo Dis habe „keine Wurzel“, und ohne Wurzel könne ein Baum nicht sprießen. Daher könne man sie nicht als Lehre der Menschlichkeit betrachten.
Vorstellungen über die Menschenliebe aus der Frühzeit der chinesischen Philosophie waren noch im 20. Jahrhundert Gegenstand von gegenwartsbezogenen Debatten. So nahm Mao Zedong in den 1950er Jahren in seinen Reden an die Schriftsteller und Künstler im neuen China auf der Beratung in Yenan dazu Stellung. Er wandte sich gegen die Auffassung von „Genossen“, die eine „abstrakte“, „über den Klassen stehende allgemeine Menschenliebe“ forderten. Dies sei unrealistisch, denn eine allumfassende Menschenliebe habe es seit der Spaltung der Menschheit in Klassen nicht mehr gegeben. Konfuzius habe sie gefordert, doch sei sie nie verwirklicht worden, da dies in einer klassenbedingten Gesellschaft unmöglich sei. Für die Zukunft war Mao jedoch optimistisch: „Die wahre Liebe zur Menschheit wird sicher einmal kommen, aber erst nach der Beseitigung der Klassen auf der Welt.“

## Frühe Neuzeit

### Theorie der Philanthropie und Menschenliebe
In der Frühen Neuzeit bezeichnete der Ausdruck „Philanthropie“ zunächst eine allgemeine Menschenliebe und auch die Liebe Gottes zu den Menschen. Von „Menschen-Liebe“ als Voraussetzung einer Eintracht mit Gott war schon bei dem Theologen Johann Arndt (1555–1621) die Rede. Später wurde dieser Begriff in pietistischen Kreisen aufgegriffen; dabei ging es in erster Linie um die im Titusbrief erwähnte philanthropia Gottes.
Zum Gegenstand einer neuen philosophischen Reflexion wurde die philanthropische Menschenliebe mit dem Einsetzen der Frühaufklärung. Sie wurde oft mit der christlichen Nächstenliebe vermischt oder faktisch gleichgesetzt, teils aber auch deutlich von ihr unterschieden.
Am Beginn der frühaufklärerischen Auseinandersetzung mit der Thematik standen Überlegungen des Naturrechtstheoretikers Samuel von Pufendorf (1632–1694). Er verfocht ein Konzept der „Geselligkeit“ (socialitas), worunter er eine wohlwollende Neigung zu jedem Mitmenschen verstand. Diese hielt er für eine Disposition, die auf die Natur des Menschen zurückzuführen sei. Die „allgemeine Liebe“ (communis amor) begründete er naturrechtlich mit der Einheitlichkeit der Menschennatur. Damit stellte er der christlichen Nächstenliebe einen weltlichen Grundbegriff an die Seite. In der von Nützlichkeitserwägungen unbeeinflussten socialitas sah er das Grundprinzip des vernunftgemäßen Naturrechts.

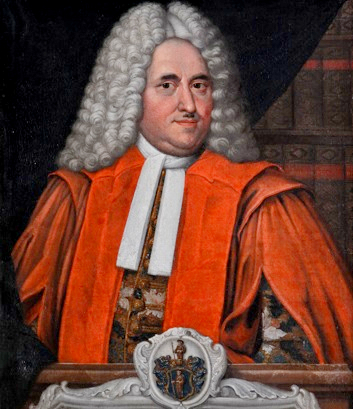
Christian Thomasius, Porträt von Johann Christian Heinrich Sporleder

An Pufendorfs Naturrechtslehre knüpfte Christian Thomasius (1655–1728) an. Er betrachtete die Menschenliebe als Naturgegebenheit und sah in ihr ein Merkmal des Menschen, das zu dessen Wesensbestimmung diene. Nach seiner Liebeslehre ist zwischen einer „vernünftigen“ und einer „unvernünftigen“ Liebe zu unterscheiden. Die vernünftige Liebe ist die Quelle von Sanftmut, Großmut und Barmherzigkeit. Sie ist nicht nur von sinnlichem Begehren frei, sondern auch von Ehr- und Ruhmsucht. Dabei ist nach dem jeweiligen Objekt zwischen zwei Formen zu differenzieren: der „allgemeinen“, auf alle Menschen bezogenen Liebe und der „absonderlichen“, der Neigung zu bestimmten Personen. Der Grund jeder Liebe ist eine Gleichheit: Die allgemeine Liebe beruht auf der Gleichheit der menschlichen Natur, die besondere auf der Übereinstimmung tugendhafter oder zumindest zur Tugend neigender Gemüter. Beide sind Tugenden. Sie bedingen einander; einerseits hat sich die besondere Liebe an der allgemeinen zu orientieren und darf nicht in einen Gegensatz zu ihr treten, andererseits wird die allgemeine durch die besondere vervollkommnet. Wenn alle Menschen tugendliebend oder sogar tugendhaft wären, würden die beiden Liebesarten zusammenfallen. Als Aspekte der allgemeinen Liebe nennt Thomasius die Tugenden Leutseligkeit (humanitas), Wahrhaftigkeit (veracitas), Bescheidenheit (modestia), Verträglichkeit (mansuetudo) und Geduld (patientia). In seiner Lehre wird im Gegensatz zu traditionellen christlichen Modellen die Menschenliebe nicht von der Gottesliebe abhängig gemacht, sondern als eigenständige Naturgegebenheit gewürdigt und in den Mittelpunkt gestellt. Damit erweist sich Thomasius als Vertreter einer neuen aufklärerischen Ethik mit weltlicher Zielsetzung, die nicht die Menschenliebe auf die Gottesliebe reduziert, sondern eher die Gottesliebe auf die Menschenliebe. Ein wesentlicher Aspekt ist dabei die Verheißung, dass der vernünftig Liebende durch seine Haltung auch seine eigene Gemütsruhe und damit Glückseligkeit erlange.
Christian Wolff (1679–1754) verwendete den Ausdruck „Menschenliebe“ zwar nicht, befasste sich aber mit dem Gedanken einer allgemeinen Liebe zu den Menschen. In ihr sah er einen natürlichen Impuls, der den Menschen dazu bewege, das Wohlergehen anderer zu fördern, soweit es ihm irgend möglich sei. Die Motivation dazu bestehe im Luststreben, denn der Mensch wolle nur das, was ihm Lust oder Vergnügen bringe. Mit der Förderung der Glückseligkeit anderer erlange er seine eigene Lust. Die Liebe zu anderen sei die Bereitschaft, aus der Glückseligkeit der Mitmenschen „Vergnügen zu schöpfen“. Dieses Vergnügen sei demjenigen gleich, das aus der eigenen Glückseligkeit entspringe. Der Idealzustand wäre erreicht, wenn in diesem Sinne alle Menschen einander liebten wie sich selbst. Dann gäbe es keinen Mangel, weil jeder in seinem eigenen Interesse willig „des andern Wohlfahrt befördern“ würde. An Wolffs Gedanken knüpfte Johann Christoph Gottsched (1700–1766) an. Er definierte die allgemeine Menschenliebe als die Fertigkeit, hinsichtlich des ganzen Menschengeschlechts dem „Gesetz der Natur“ Genüge zu tun. Dieses Gesetz mache es jedem zur Pflicht, alle Menschen zu lieben. Ein Tugendhafter schöpfe aus der Wohlfahrt der Menschheit Vergnügen. Er entziehe niemandem die allgemeine Menschenliebe. Diese richte sich gleichermaßen auf Ausländer und Einheimische, Junge und Alte, Freunde und Feinde. Die Haupthindernisse, die der Menschenliebe entgegenstünden, seien Neid und Ehrgeiz.
Francis Hutcheson (1694–1746) versuchte in einer 1725 publizierten Untersuchung zu zeigen, dass der Mensch von Natur moralische Prinzipien besitze, diese also nicht als künstliches Erzeugnis zu betrachten seien, und dass die Moral nicht auf Eigenliebe zurückzuführen sei. Eines seiner Argumente war, dass es ein „Band des Wohlwollens“ gebe, das sich auf die gesamte Menschheit erstrecke und auch völlig Fremde in fernen Erdteilen umfasse, von deren Schicksal man nur lese. Hier liege ein nachweislich uneigennütziger Affekt vor.
Christian Fürchtegott Gellert verfasste ein Gedicht von 212 Versen, dem er 1743 bei der Erstveröffentlichung den Titel Die Menschenliebe gab; ab 1748 nannte er es Der Menschenfreund. Darin formulierte er programmatisch die aufklärerische Sozialethik. In Prosa behandelte er dasselbe Thema in seinen Moralischen Vorlesungen. Dort schrieb er, die Menschenliebe sei „eigentlich nichts als das aufrichtige und kräftige Verlangen, die Wohlfahrt aller vernünftigen Geschöpfe der Erde nach unsern Kräften zu befördern“, da sie alle denselben göttlichen Ursprung hätten und Gegenstand der allgemeinen Liebe des Schöpfers seien. Dieser Trieb sei zwar in der menschlichen Natur „sehr erloschen“, aber noch vorhanden. Er könne durch die Kraft der Vernunft verstärkt werden. Menschenliebe dürfe keine bloße Aufwallung des Affekts sein, sondern solle durch Weisheit und Klugheit regiert werden. Vor allem sorge der Menschenfreund für die Ausbreitung und Erhaltung von Weisheit und Tugend, denn diese Güter seien das größte Glück der Menschen.

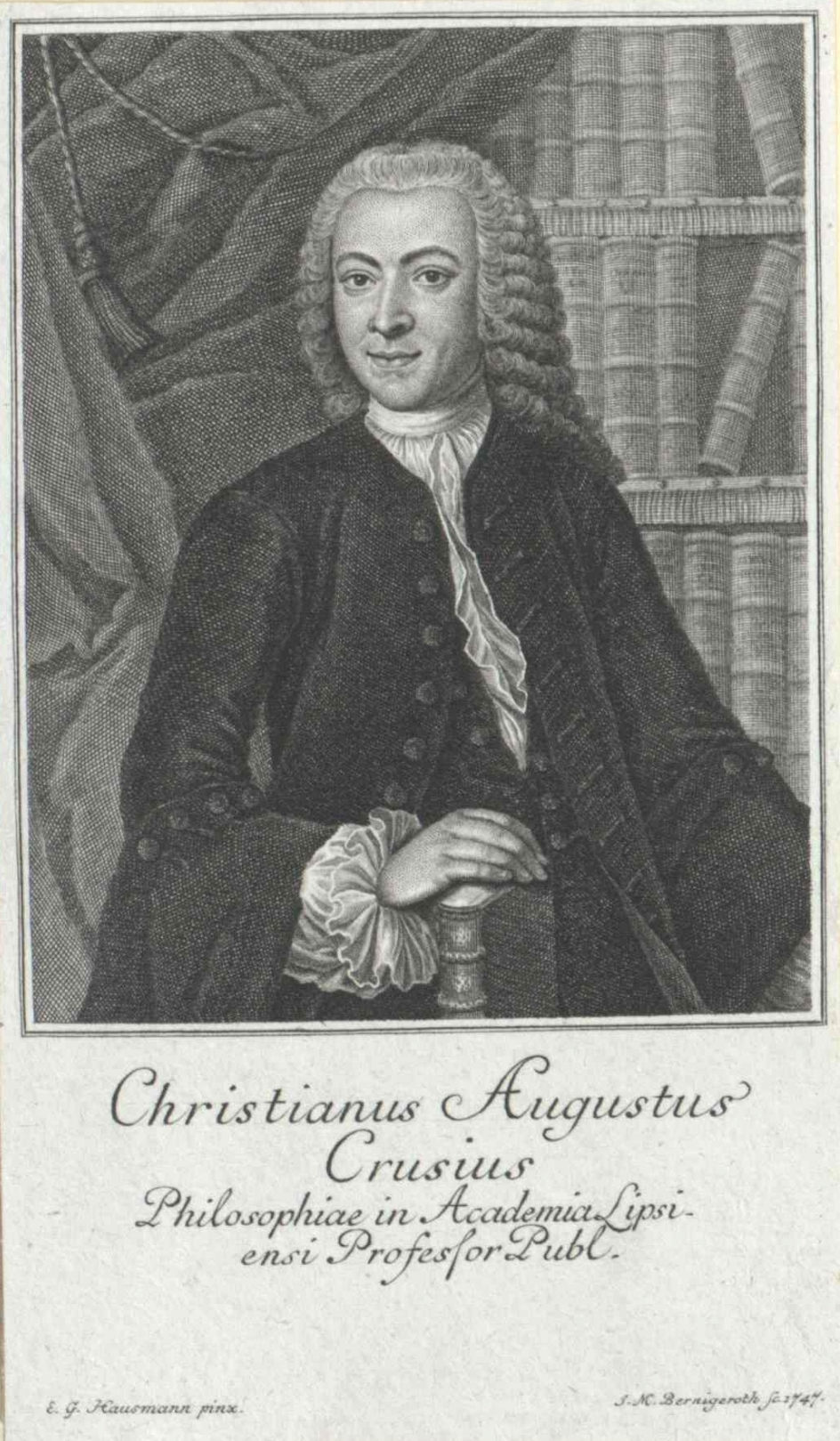
Christian August Crusius, Stich von Johann Martin Bernigeroth, 1747

Christian August Crusius (1715–1775) meinte, es bestehe eine „natürliche Verknüpfung der Menschen“ darin, dass sie „eine natürliche Menschenliebe haben“. Der „Trieb der natürlichen Menschenliebe“ müsse ein allgemeiner Trieb sein. Seine Ursache liege darin, dass die allgemeinen Vorzüge der menschlichen Natur sehr bedeutend seien; sie seien geeignet, Liebe zu erwecken. Der natürliche Trieb der Menschenliebe sei von unbeschreiblichem Nutzen, denn ohne ihn würden die gesellschaftlichen Pflichten „noch viel ärger übertreten“. Crusius sah aber in der allgemeinen Menschenliebe nicht nur das Ergebnis eines Naturtriebs, sondern auch eine Pflicht, und zwar „die höchste Pflicht des natürlichen Rechtes“. Die Erfüllung dieser Pflicht sei der Mensch Gott schuldig. Da Gott alle Menschen liebe und als „letzte Endzwecke“ ansehe, sei der Mensch verpflichtet, alle seine Mitmenschen „ebenfalls wahrhaftig zu lieben“. Außerdem sei die Menschenliebe auch ein Gebot der Klugheit, da man durch sie das eigene Leben angenehm und „andere uns zu dienen geneigt“ mache. Allerdings hat nach Crusius’ Ethik die allgemeine Menschenliebe nicht allen in gleichem Ausmaß zu gelten. Dies wäre nur dann geboten, wenn alle Menschen tugendhaft wären, und zwar mit demselben „Ernst ihrer Bemühung“. Dann würden sie alle von Gott „gleich viel“ geliebt und auch ihre Liebe untereinander hätte dieselbe zu sein. Da dies aber nicht der Fall sei, sei die gebotene Menschenliebe abgestuft. Man solle jeden entsprechend dem Ausmaß seiner Tugend lieben, so wie auch Gott die Menschen ihrer jeweiligen Tugendhaftigkeit wegen liebe. Allen sei man aber gleichermaßen schuldig, ihr „Bestes zu befördern“. Zur Menschenliebe gehöre, dass man „eine beständige Munterkeit andern gerne zu dienen“ in sich erhalte, die Gelegenheit dazu suche und mit Vergnügen annehme.

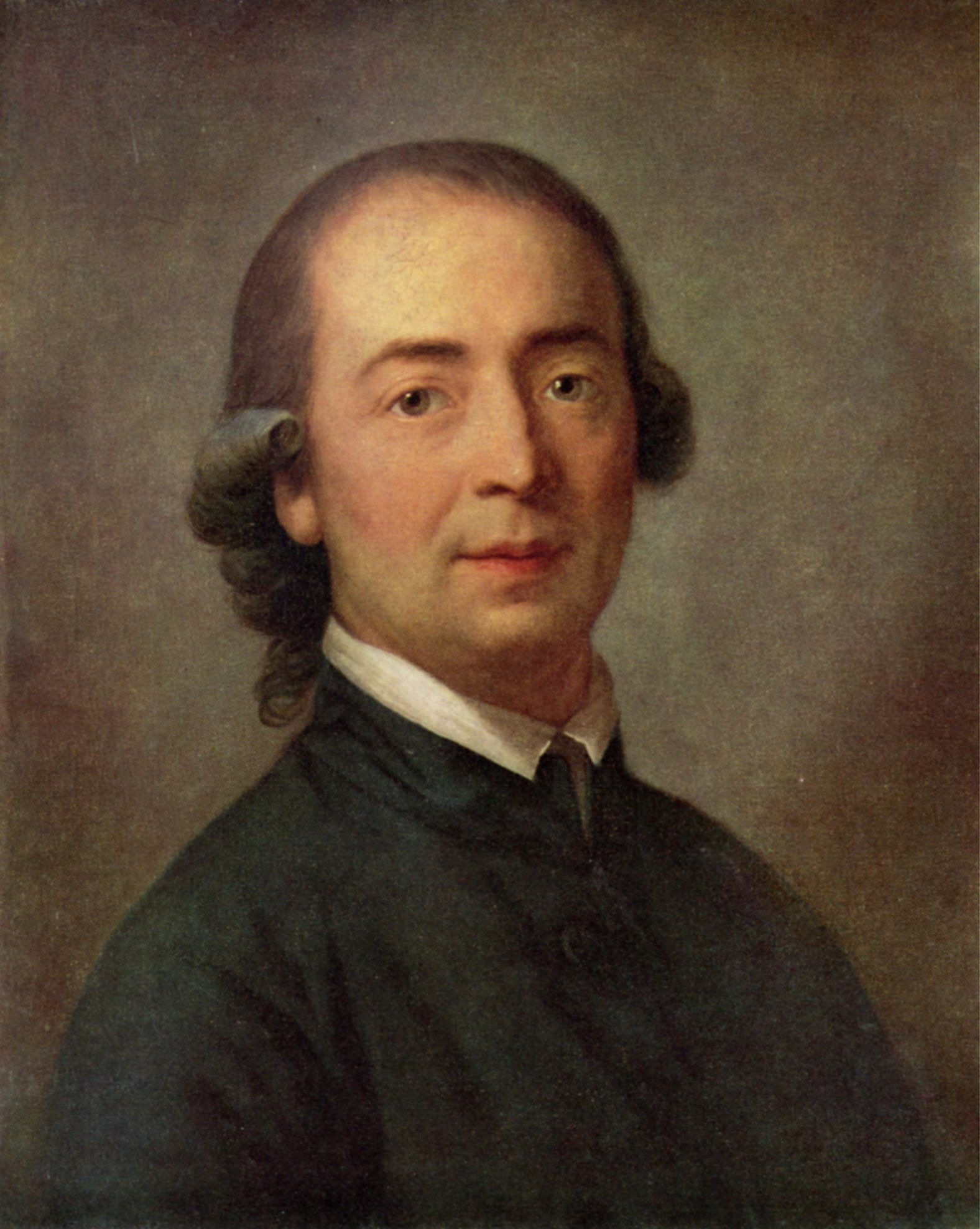
Johann Gottfried Herder, Ölgemälde von Anton Graff, 1785, Gleimhaus Halberstadt

Johann Gottfried Herder verfasste in den 1760er Jahren eine Predigt mit dem Titel Menschenliebe als die Erfüllung des Gesetzes des Christenthums. Dort konstatierte er, die Menschenliebe zähle zu den Regungen, die „den Grund unsres Herzens“ und „das Gewebe unsrer Natur“ ausmachten. Gegenwärtig befinde sich die Menschheit jedoch in „einem allgemeinen Zeitalter des höflichen Betrugs“, in einer „Sündfluth von Freundschaftsbezeigungen“, die „nur die Schau von Menschenliebe“ seien. Das menschliche Herz werde durch „tausend Höflichkeitsbetrüge“, die man einander ins Gesicht sage, verwöhnt und durch „tausend Modekomplimente“ für die wahre Menschenfreundschaft „gleichsam gehärtet“. So lege sich die feste harte Rinde der Gewohnheit um die ganze menschliche Natur und schläfere den Geist ein. Mit dem Wort „Menschenfreund“ sei man so freigebig wie mit der Bezeichnung „Freund“, „ohne beides zu fühlen“. Wer „ein paar glänzende Handlungen“ geräuschvoll in die Welt ausstoße und mit ein paar Guttaten prahle, den nenne man einen Menschenfreund. Wie es tatsächlich mit seinem Charakter bestellt sei, erfahre man aber nur, wenn man ihn über die Schwelle seines Hauses begleite. Dann könne man sehen, dass der vermeintliche Wohltäter andere ausbeute, Untergebene mit Ungerechtigkeit und Grausamkeit schinde und mit seinen Angehörigen in Zank und Unfrieden lebe. Ein wahrer Menschenfreund sei sanft, heiter und ruhig, er zeige „Zutrauen auf die gute Natur der Menschheit und Hochachtung für die Würde derselben“.
Gotthold Ephraim Lessing setzte sich 1768 in seiner Hamburgischen Dramaturgie mit dem Philanthropie-Begriff in der Poetik des Aristoteles auseinander. Er lehnte die – von der heutigen Forschung als korrekt betrachtete – Interpretation ab, wonach mit dem „Philanthropischen“ die „poetische Gerechtigkeit“ als das dem Theaterpublikum Willkommene gemeint ist. Vielmehr sei darunter „das sympathetische Gefühl der Menschlichkeit“ zu verstehen, das man auch dem ins Unglück geratenen Bösewicht entgegenbringe. Dieses Gefühl stelle sich auch dann ein, wenn „das Unglück, welches den Bösewicht befällt, eine unmittelbare Folge seines Verbrechens ist“. Dabei handle es sich um eine Menschenliebe, „die wir gegen unsern Nebenmenschen unter keinerlei Umständen ganz verlieren können“.
Isaak Iselin (1728–1782) ging in seinen Schriften Philosophische und patriotische Träume eines Menschenfreundes (1755) und Philanthropische Aussichten redlicher Jünglinge (1775) auf die Philanthropie ein. Er meinte, die Menschenliebe äußere sich „erstlich in Wohlthätigkeit, in unmittelbarer Veranlassung einer angenehmen Empfindung bei einem anderen“. Aus dem Vergnügen, anderen wohlzutun, entstehe notwendigerweise das Vergnügen der Teilnahme oder der Sympathie. Die aus der Wohltätigkeit resultierenden Empfindungen seien „unendlich viel edler“ als die Vergnügungen des Genusses. Daher könne es vorkommen, dass einem Wohltäter das Wohlergehen anderer wichtiger werde als sein eigenes. Der Trieb zum Wohltun könne sich zwar nur in den Grenzen des jeweils Möglichen auswirken, sei aber an sich allgemein und uneingeschränkt. Die Menschenfreundschaft ziele darauf ab, das Leben an Vergnügen und Annehmlichkeiten reicher und fruchtbarer zu machen. Wer sich nicht philanthropisch betätige, der führe ein unedles und tierisches Leben.
In der 1762 publizierten, sehr einflussreichen Schrift Émile oder Über die Erziehung von Jean-Jacques Rousseau wird die Bedeutung der Menschenliebe in der Pädagogik betont. Man solle die menschliche Gattung in Ehren halten und die Kinder lehren, alle Menschen zu lieben, auch diejenigen, welche die anderen geringschätzen. Vor den Kindern solle man mit Rührung und Mitgefühl vom Menschen als Gattungswesen sprechen, niemals mit Verachtung.
Ein Gegner des Menschenliebe-Gedankens war Justus Möser (1720–1794). Er stellte in den 1770er Jahren fest, der Ausdruck „Menschenliebe“ sei in seiner Jugend noch gar nicht bekannt gewesen, seit einiger Zeit aber in Mode gekommen. Nach seiner Ansicht trug die „neumodische Menschenliebe“ zum Sittenverfall und zum Überhandnehmen staatlicher Sozialeinrichtungen bei.
In der 1792 ausgerufenen Ersten Französischen Republik wurde der Gedanke der Menschenliebe aufgegriffen. 1793/94 erschien das Alphabet des sans-culottes, eine Darstellung der Grundlagen der „republikanischen Erziehung“; dort wurde als Lehre der Vordenker der Französischen Revolution angegeben, man solle das Höchste Wesen verehren, die Gesetze befolgen und „die Menschen lieben“. Unter den 36 Staatsfeiertagen, die Maximilien de Robespierre 1794 festlegte, war das Fest der Wohltäter der Menschheit. Die Jakobiner betrachteten sich als Philanthropen und sahen in der Revolution den Sieg der Philanthropie.

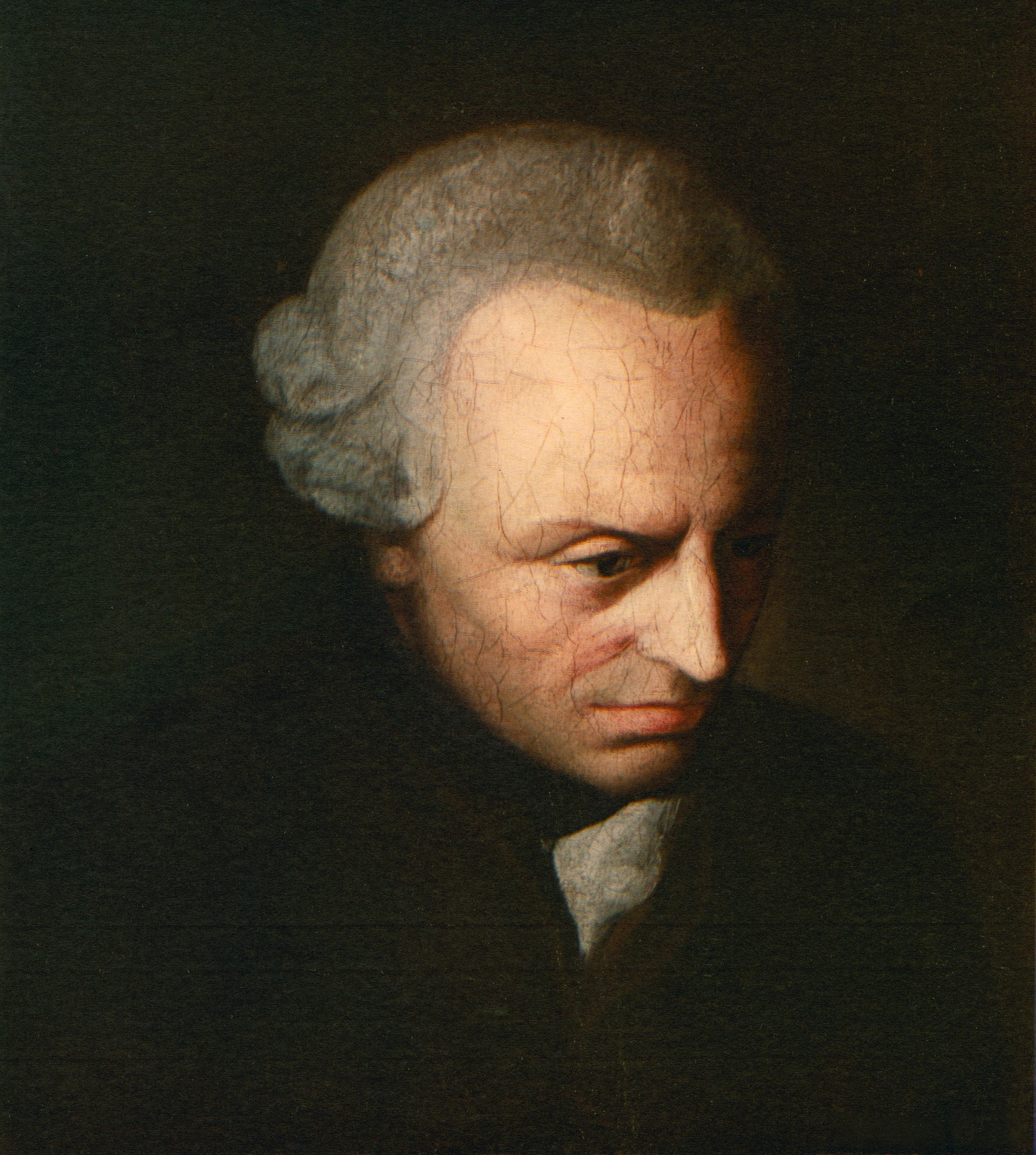
Immanuel Kant

Immanuel Kant äußerte sich 1797 in seiner Schrift Die Metaphysik der Sitten. Er fasste die „Menschenliebe (Philanthropie)“ unter praktischem Gesichtspunkt als sittliche Forderung auf. Sie dürfe nicht als Lust an der Vollkommenheit anderer Menschen, nicht als „Liebe des Wohlgefallens“ verstanden werden, denn dann wäre sie ein Gefühl; es könne aber keine Verpflichtung durch andere geben, ein Gefühl zu haben. Vielmehr müsse man die Liebe als „Maxime des Wohlwollens“ denken, die das „Wohltun“ zur Folge habe. Ein Menschenfreund oder Philanthrop ist nach Kants Definition derjenige, der am „Wohlsein“ der Menschen, „so fern er sie blos als solche betrachtet“, Vergnügen findet, und dem „wohl ist, wenn es jedem Anderen wohlergeht“. Es bestehe eine Pflicht zu wechselseitigem Wohlwollen, die alle Menschen, auch die nicht liebenswürdigen, umfasse. Sie schließe die ganze Gattung und damit auch das Subjekt selbst ein; somit sei man verpflichtet, sich selbst ebenso wie allen anderen Wohlwollen zu erweisen. Die Wohltätigkeit bestehe darin, den Menschen in Not zu ihrer Glückseligkeit „beförderlich zu sein“, „ohne dafür etwas zu hoffen“. Dies sei jedes Menschen Pflicht. Maßgeblich sei die Maxime, sich das Wohlsein anderer zum Zweck zu machen. Die Vernunft nötige den Menschen, diese Maxime als allgemeines Gesetz anzunehmen. Wenn man selbst in Not sei, erwarte man von anderen Hilfe; dies sei nur dann widerspruchsfrei möglich, wenn man sich stets an die philanthropische Maxime halte. Wenn ein Reicher wohltätig sei, handle er kaum verdienstlich, da es ihn keine Aufopferung koste und er sich selbst damit Vergnügen bereite. Daher solle er sorgfältig „allen Schein“ vermeiden, er wolle den Begünstigten eine Pflicht zur Dankbarkeit auferlegen, denn eine solche „Verbindlichkeit“ werde immer als erniedrigend empfunden. Am besten sei es, die Wohltätigkeit ganz im Verborgenen auszuüben. Ferner wies Kant darauf hin, dass die Fähigkeit, sich philanthropisch zu betätigen, den Besitz von „Glücksgütern“ voraussetze. Dieser sei aber größtenteils das Ergebnis der Begünstigung Einzelner durch die Ungerechtigkeit der Regierung, die zu Ungleichheit des Wohlstands geführt und damit Wohltätigkeit notwendig gemacht habe. Unter solchen Umständen sei fraglich, ob der Beistand, den der Reiche Notleidenden leiste, überhaupt als Wohltätigkeit zu betrachten sei. Aufgrund solcher Erwägungen führte Kant eine Unterscheidung zwischen dem „Menschenfreund“ und dem „blos Menschenliebenden (Philanthrop)“ ein. Der Ausdruck „Freund der Menschen“ habe eine engere Bedeutung. Für den Menschenfreund sei die Vorstellung und Beherzigung der Gleichheit aller Menschen maßgeblich. Das Verhältnis des Philanthropen – des Wohltäters und Beschützers – zum Beschützten und Dankpflichtigen sei wegen der zwischen ihnen bestehenden Ungleichheit keine Freundschaft.

### Philanthropische Pädagogik

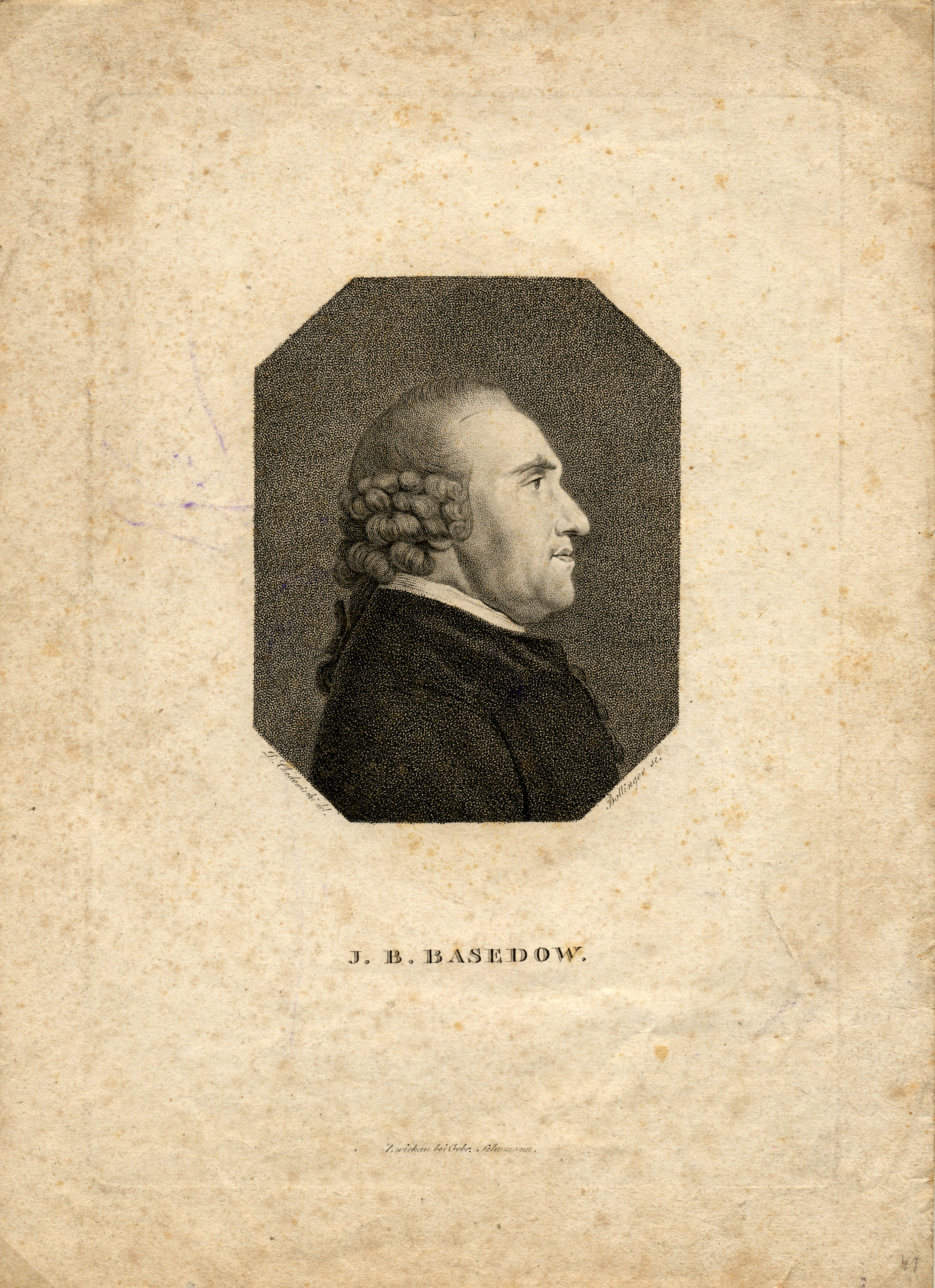
Johann Bernhard Basedow, Kupferstich von Daniel Chodowiecki

Zum Leitbegriff wurde die Philanthropie im Philanthropismus (oder Philanthropinismus), einer von Johann Bernhard Basedow initiierten pädagogischen Reformbewegung. Basedow formulierte sein Programm 1768 in der Schrift Vorstellung an Menschenfreunde. 1774 gründete er in Dessau das Philanthropinum, eine Erziehungsanstalt, die als überkonfessionelle „Schule der Menschenfreundschaft“ konzipiert war. Das dank der Unterstützung vieler Spender errichtete Dessauer Philanthropinum musste zwar schon 1793 geschlossen werden, wurde aber zum Vorbild für zahlreiche ähnliche Gründungen in Deutschland und in der Schweiz. Zu den profilierten Vertretern dieser Reformrichtung gehörten Joachim Heinrich Campe (1746–1818), der ein umfangreiches Standardwerk verfasste, Ernst Christian Trapp (1745–1818), der Theoretiker der Bewegung und erste deutsche Professor für Pädagogik, und der Schulgründer Christian Gotthilf Salzmann (1744–1811). Den Ausgangspunkt des Reformprogramms bildete die Überzeugung, die sozialen Übelstände seien auf Unwissenheit zurückzuführen, die das Ergebnis eines verfehlten Schulunterrichts sei. Die Lösung bestehe in einer naturgemäßen und planmäßigen Denkerziehung, mit der die Schüler zum Vernunftgebrauch angeleitet würden. Damit könne auch das Ziel der religiösen Toleranz verwirklicht werden. Als Zweck der philanthropistischen Volksbildung wurde außerdem „bürgerliche Brauchbarkeit“ genannt. Die Grundlage des Konzepts war ein unbeirrbarer Glaube an die Erziehbarkeit und Erziehungsbedürftigkeit des Menschen.
Basedow begründete die Ethik nicht religiös, sondern mit der Menschenliebe. In dieser sah er einen angeborenen Trieb, der aber in seiner ursprünglichsten Form als Sympathie nur schwach sei. Zu seiner Stärkung seien die Anreize erforderlich, die von Vorbildern, von der Sittenlehre und von der Religion geboten würden. Dies solle im Rahmen einer planmäßigen Erziehung zur Menschenliebe geschehen. Die allgemeine Menschenliebe hielt Basedow für wichtiger als die Liebe zur Familie, zur Nachbarschaft oder zum Vaterland. Sie komme nicht nur anderen zugute, sondern auch dem Praktizierenden selbst, denn sie bereite ihm Vergnügen und sei die Hauptquelle seiner eigenen Glückseligkeit. Auch der Pädagoge Peter Villaume (1746–1825), ein namhafter Wortführer der philanthropistischen Bewegung, betonte die Bedeutung der Menschenliebe, die sich durch Wohltätigkeit äußere. In seiner Abhandlung Erziehung zur Menschenliebe (1784) entwickelte er ein Programm mit egalitären Zügen. Insbesondere bekämpfte er den Standesgeist, die übliche Geringschätzung der unteren Stände seitens der Vornehmen. Dieser Haltung wollte er mit pädagogischen Mitteln beikommen. Er schrieb, man solle unter den Kindern das Verhältnis einführen, das zwischen philanthropischen Reichen und Armen bestehe: Der Reiche helfe mit seinem Reichtum und der Arme mit seinen Kräften. Als Ansporn zur Entwicklung einer menschenfreundlichen Gesinnung solle man den Ehrgeiz nutzen. Den Patriotismus hielt er für entbehrlich; das Vaterland sei ein „Phantom“, daher solle man bei der Jugend nicht die Vaterlandsliebe, sondern die Menschenliebe erwecken.

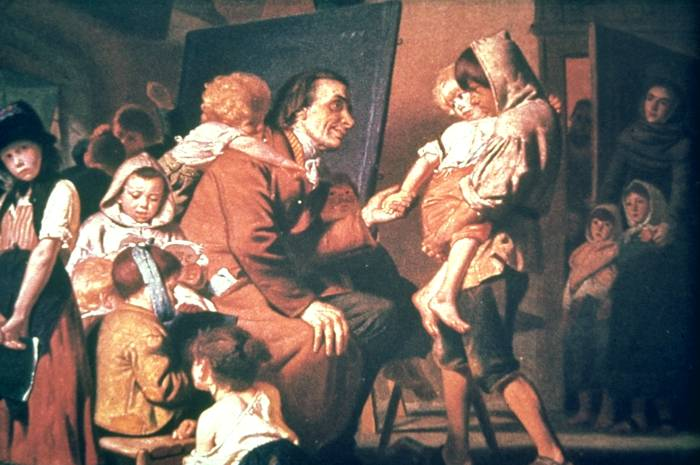
Johann Heinrich Pestalozzi mit Waisenkindern in Stans, Ölgemälde von Konrad Grob, 1879

Einem anderen Ansatz als Basedow folgte der Reformpädagoge Johann Heinrich Pestalozzi. Ihm ging es nicht um die Kinder des gebildeten Bürgertums, sondern um die aus der sozial schwächsten Schicht. Entsprechend formulierte er im Jahr 1777 sein Philanthropiekonzept: „Der Menschenfreund muß hinabsteigen in die unterste Hütte des Elends, muß den Armen in seiner dunkelen Stube, seine Frau in der Küche voll Rauch und sein Kind am fast unmöglichen Tagewerk sehen.“

### Philanthropische Sozialfürsorge
Schon im Spätmittelalter gab es ein ausgedehntes Stiftungswesen; zahlreiche Hospitäler, Armenhäuser und Armenstiftungen profitierten von der Wohltätigkeit der Stifter. Kardinal Nikolaus von Kues richtete 1458 zusammen mit seinen Geschwistern das St. Nikolaus-Hospital (Cusanusstift) in Kues an der Mosel ein. Auch in der Frühen Neuzeit übernahmen Teile der Eliten Aufgaben in den Bereichen der Sozialfürsorge und der Kulturförderung. Im 16. Jahrhundert nutzte die Kaufmannsfamilie Fugger in Augsburg die Gründung von Stiftungen als Mittel zum gesellschaftlichen Aufstieg. In Konkurrenz mit dem Adel und dem städtischen Patriziat setzten die Fugger ihre wirtschaftliche Leistungs- und Innovationskraft gegen Tradition und Herkunft. Sie praktizierten sowohl Kunstmäzenatentum als auch Wohltätigkeit. Jakob Fugger stiftete 1521 die Fuggerei, eine Wohnsiedlung für bedürftige Augsburger Familien, die noch heute besteht. Das Ziel war, ein Abgleiten in die Bettelei zu verhindern. 1763 errichtete der Frankfurter Arzt Johann Christian Senckenberg die Dr. Senckenbergische Stiftung, aus deren Mitteln ein Bürgerhospital und ein medizinisches Institut finanziert wurden.
Bereits im frühen 16. Jahrhundert machte sich ein neues Verständnis der Sozialfürsorge bemerkbar, das später weite Verbreitung fand. Ein Wortführer dieser Richtung war der Humanist Juan Luis Vives, der 1526 dem Magistrat der Stadt Brügge ein Konzept für die Neuordnung des Armenwesens vorlegte. Er forderte Arbeitspflicht für alle Arbeitsfähigen, vollständige Beseitigung der Bettelei und Verwaltung der Schenkungen und Stiftungen unter städtischer Aufsicht. Die Finanzierung sollte weiterhin auf freiwilliger Basis durch Wohltäter erfolgen. Die von Vives vorgeschlagene Ordnung („Yperner Armenordnung“) wurde von mehreren Städten im heutigen Belgien übernommen und von Kaiser Karl V. befürwortet.
In der Epoche der Aufklärung wurde die kirchlich geprägte Tradition der Sozialfürsorge zunehmend als fragwürdig betrachtet. Ihre ideelle Grundlage, die von Frömmigkeit und Nächstenliebe geprägte Barmherzigkeit, stieß in den Kreisen der tonangebenden Aufklärer auf prinzipielle Kritik. Dahinter stand neben antiklerikaler Gesinnung auch die Überlegung, dass karitative Betätigung kontraproduktiv sei, da sie die Zahl der Armen nicht vermindere, sondern vermehre. Barmherzigkeit biete einen Anreiz zu Faulheit und ermögliche den Verzicht auf Erwerbstätigkeit. Stattdessen seien erzieherische Maßnahmen zur Beseitigung der Ursachen sozialer Übelstände – insbesondere der Bettelei – zu ergreifen. Die Philanthropie solle sich demgemäß auf das Gemeinwohl orientieren. Als größte Wohltat galt die Schaffung von Arbeitsplätzen. Diese Auffassung entsprach der Grundhaltung der bürgerlichen Gesellschaft, die den „Müßiggang“ als das soziale Übel schlechthin betrachtete.
Im Bürgertum machte sich die Ansicht geltend, dass Reichtum nicht zum bloßen Genuss bestimmt sei, sondern seinen Besitzer zu verantwortungsvollem Handeln für das Gemeinwohl verpflichte. Wer sich dieser Pflicht entziehe, sei kein nützliches Mitglied der Gesellschaft. Das war ein Aspekt des allgemein im Bürgertum dominierenden Nützlichkeitsdenkens. In diesem Sinne äußerte sich 1770 Christoph Martin Wieland, der zugleich darauf hinwies, dass man durch Wohltätigkeit die Herzen der Mitbürger gewinnen könne.
Charles-Pierre-Paul Savalette de Langes gründete 1780 mit sechs Gleichgesinnten die Société Philanthropique de Paris, anfänglich unter dem Namen Maison Philanthropique, die erste der Armenfürsorge dienende Vereinigung der Neuzeit, die mit ihrem Namen an die antike Tradition anknüpfte. Sie besteht noch heute. Die in der Anfangszeit vor allem von Freimaurern getragene, im Umfeld der Aufklärung entstandene Initiative war von freimaurerischem, überkonfessionellem Geist geprägt. In einem Manifest von 1787 bezeichnete die Société die philanthropische Wohltätigkeit als „erste Pflicht des Bürgers“. Es sei eine der wichtigsten Aufgaben der Menschen, „ihresgleichen Gutes zu tun, ihr Glück zu vergrößern, ihr Leiden zu mindern“. Die Société brach mit der christlichen Tradition der Barmherzigkeit und des Almosengebens in der Hoffnung auf Gottes Lohn. An deren Stelle setzte sie die Philanthropie als universelle bürgerliche Tugend eigenen Werts. Unterstützt wurden „würdige“ Arme (pauvres méritants), das heißt solche, deren Armut nicht auf Selbstverschulden zurückgeführt wurde. Als nicht unterstützungswürdig betrachteten die Philanthropen Personen, deren Notlage auf eine unvernünftige Lebensweise und Mangel an Arbeitswilligkeit zurückgeführt wurde. 1788 wurde in London die Philanthropic Society gegründet, die sich der Bekämpfung der Jugendkriminalität widmete. 1828 folgte in Brüssel die Gründung der Société de Bienfaisance Urbaine, die bald in Société Royale de Philanthropie umbenannt wurde. Ihr Ziel war, der Bettelei vorzubeugen und vor allem den Armen der Hauptstadt zu helfen.
Gegenüber dem philanthropischen Stiftungswesen bestanden in der Epoche der Aufklärung allerdings verbreitete Vorbehalte. Sowohl die aufklärerische Bewegung als auch die absolutistischen Staaten nahmen eine kritische bis ablehnende Haltung ein. Aufklärer – unter ihnen Immanuel Kant – waren der Meinung, es sei vernunftwidrig, dass jede Generation durch den Willen längst verstorbener Stifter gebunden bleibe. Daher solle man dem Staat das Recht zubilligen, testamentarische Verfügungen der Stifter außer Kraft zu setzen. In Frankreich wurden nach der Revolution alle Stiftungen aufgehoben.

## Moderne

### Philosophische Einschätzungen der allgemeinen Menschenliebe im 19. Jahrhundert
Johann Gottlieb Fichte nahm 1806 in seiner Abhandlung Die Anweisung zum seligen Leben oder auch die Religionslehre Stellung. Er wandte sich polemisch gegen ein landläufiges Verständnis von Menschenliebe, nach dem man „immer gut sein und alles gut sein lassen“ soll. Die Ursache dieser Denkart sei eine „absolute Flachheit und innere Zerflossenheit eines Geistes, der weder zu lieben vermag, noch zu hassen“. Die „sinnliche Glückseligkeit des Menschengeschlechts“, das Verbleiben in einer behaglichen Stimmung könne nicht das Ziel einer wahren Menschenliebe sein. Diese erstrebe vielmehr für die Menschen ein Glück „in den Wegen der göttlichen Ordnung“. Dazu gehöre die Weigerung, die bestehenden Verhältnisse zu beschönigen. Fichte bezeichnete die allgemeine Menschenliebe als einen „Grundzug des sittlichen Charakters“. Das Objekt der Liebe, „in Beziehung auf welches und um dessen willen man Alles will, was man will“, sei „bei dem Sittlichen die gesamte Menschheit“.
Georg Wilhelm Friedrich Hegel lehnte eine alle Menschen umfassende Liebe ab. Er hielt sie für ein „Abstractum“; „das Herz, das die ganze Menschheit in sich einschließen will, ist ein leeres Aufspreizen zur bloßen Vorstellung, zum Gegentheil der wirklichen Liebe“. Echte Liebe könne sich nur auf einige Personen richten.
Arthur Schopenhauer verwarf Kants Bestimmung der Menschenliebe als Tugendpflicht. Ihr liege eine viel zu weite Ausdehnung des Begriffes Pflicht zugrunde. Gerechtigkeit und Menschenliebe seien keine Pflichten; vielmehr seien sie die beiden „Kardinaltugenden“, aus denen sich alle übrigen Tugenden ableiten ließen. Die gemeinsame Wurzel beider sei das Mitleid. Die Menschenliebe sei eine weibliche Tugend, in der die Frauen die Männer überträfen. Sie stütze sich auf keine Argumentation und bedürfe auch keiner. Die alleinige Quelle von uneigennützigen Taten der Menschenliebe sei die unmittelbare, instinktartige Teilnahme am fremden Leiden.

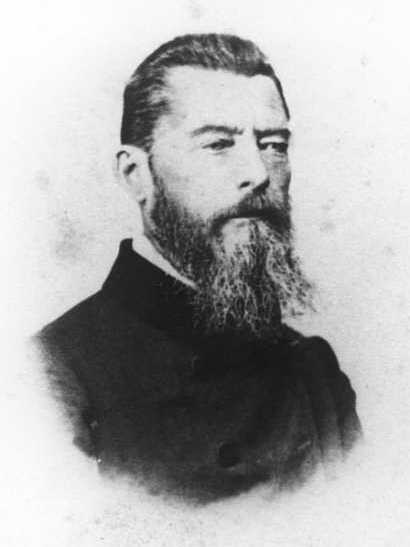
Ludwig Feuerbach

Ludwig Feuerbach (1804–1872) nahm an, der geheime Kern der Religion sei die Identität des göttlichen Wesens mit dem menschlichen. Die Religion sei „das Verhalten des Menschen zum eignen Wesen als einem andern, aber zugleich wieder philanthropischen, humanen“ Wesen. Die Liebe offenbare den verborgenen Grund der Religion, indem sie universalisiere; sie mache Gott zu einem allgemeinen Wesen, dessen Liebe eins sei mit der Liebe zum Menschen. Sie dulde von Natur aus keine Schranken und überwinde jede Partikularität. Der Mensch sei dadurch Gegenstand der Liebe, dass er als vernunft- und liebefähiges Wesen Selbstzweck sei. „Wer also den Menschen um des Menschen willen liebt, wer sich zur Liebe der Gattung erhebt, zur universalen, dem Wesen der Gattung adäquaten Liebe, der ist Christ, der ist Christus selbst.“ Feuerbach begründete diese Behauptung damit, dass Christus der Stellvertreter des Bewusstseins der Gattung gewesen sei. Allerdings sei dies den religiösen Menschen nicht klar. Nun sei es aber an der Zeit zu erkennen, dass das absolute Wesen, das der Mensch lieben und verehren könne und solle, nichts anderes sei als die menschliche Natur. Die Liebe zum Menschen dürfe keine abgeleitete sein, sondern müsse zur ursprünglichen werden. Nur dann werde sie „eine wahre, heilige, zuverlässige Macht“. „Der Mensch ist dem Menschen Gott“ – wenn diese Erkenntnis zum obersten praktischen Grundsatz gemacht werde, erreiche die Weltgeschichte ihren Wendepunkt.
Anderer Meinung war Friedrich Nietzsche. Er bekämpfte den Gedanken einer allgemeinen Menschenliebe. Es handle sich um eine Utopie, deren Verwirklichung ein qualvoller und lächerlicher Zustand wäre. Wenn es sie aufgrund eines allgemeinen, unbezwingbaren Triebes gäbe, würde man sie nach Nietzsches Ansicht beschimpfen und verfluchen, so wie man es mit der Selbstsucht getan habe, denn man würde sie als Belästigung empfinden. Man würde sich, wenn sie eingeführt wäre, nach Einsamkeit sehnen und die Dichter würden die Selbstsucht verherrlichen. In der Praxis sei die allgemeine Menschenliebe „die Bevorzugung alles Leidenden, Schlechtweggekommenen, Degenerierten“. Dem Gedeihen der Gattung Mensch diene jedoch das Gegenteil: der Untergang der Missratenen, Schwachen und Degenerierten. Echte Menschenliebe sei hart, sie ziele auf das Beste für die Gattung ab und erfordere, dass untaugliche Individuen dem höherwertigen Gattungsinteresse geopfert würden. Man müsse gegen sich selbst redlich sein und sich sehr gut kennen, um „jene menschenfreundliche Verstellung üben zu können, welche Liebe und Güte genannt wird“. Die Wohltaten, die man empfange, seien „bedenklicher als alle Unglücke“, denn der Wohltäter wolle Macht ausüben. „Sich lieben lassen“ sei gemein; vornehmer Gesinnung entspreche es, nichts anzunehmen ohne zurückzugeben.

### Der Diskurs über die allgemeine Menschenliebe im 20. Jahrhundert
Im 20. Jahrhundert überwogen im philosophischen Diskurs deutlich die Stimmen der Kritiker, die von unterschiedlichen Ansätzen her das Ideal einer allgemeinen Menschenliebe als wirklichkeitsfern und oft auch als nicht erstrebenswert beurteilten. Hinzu kam Kritik aus psychologischer Sicht.
Befürworter der allgemeinen Menschenliebe
Hermann Cohen schrieb 1915 in seiner Abhandlung Der Begriff der Religion im System der Philosophie, wo das Mitleid eingesetzt habe, da müsse die Menschenliebe aufgehen. Die Menschenliebe sei die religiöse Form des sozialen Verhältnisses zwischen Mensch und Mensch und die Armut sei das optische Mittel, den Menschen als Mitmenschen und somit als natürliches Objekt der sozialen Menschenliebe zur Entdeckung zu bringen. Außerdem behauptete Cohen, aus der „Urkraft der Menschenliebe“ und nicht aus dem Tätigkeitstrieb keime der Kunsttrieb auf. Der Mensch suche den Menschen sehnsüchtig und finde ihn in der Kunst; das Kunstwerk werde aus ästhetischer Liebe zur Natur des Menschen geschaffen. „Wenn es keine Religion gäbe, so wäre die Kunst die Offenbarung des Menschen.“ Im Gegensatz zur religiösen Menschenliebe sei die ästhetische nicht auf ein Individuum gerichtet, sondern auf einen Typus; das Individuum sei für sie nur Stoff, nicht Inhalt.
Leonard Nelson (1882–1927) fand eine neue Bestimmung der tätigen allgemeinen Menschenliebe. Diese könne kein allgemeines Wohlgefallen an den Menschen sein, denn das wäre ein wirklichkeitsfernes Ideal, bedingt durch „eine den Anforderungen der Wahrheitsliebe widerstreitende Idealisierung der Menschen“. Realisierbar sei die Menschenliebe jedoch dann, wenn man sie als Wohlwollen verstehe. Solche Liebe betätige sich mit dem Ziel, den Menschen die Möglichkeit zu verschaffen, durch Selbsttätigkeit ihre wahren Interessen zu befriedigen. Diese Zielsetzung ergebe sich zwangsläufig aus dem Wohlwollen, denn der Mensch könne als vernünftiges Wesen nur durch Selbsttätigkeit zu einem wertvollen Leben gelangen. Die Menschenliebe äußere sich in dem Streben nach Aufklärung der Menschen, das heißt nach Aufhellung ihrer wahren Interessen.
Nachdrücklich trat Erich Fromm (1900–1980) in seiner 1956 veröffentlichten einflussreichen Schrift Die Kunst des Liebens für die „Liebe zu allen menschlichen Wesen“ ein. Sie sei die fundamentalste Art von Liebe, die allen anderen Formen zugrunde liege. Wenn sich in einem Menschen die Fähigkeit zu lieben entwickelt habe, ergebe sich diese Liebesart zwangsläufig. Sie gründe sich auf „die Erfahrung, dass wir alle eins sind“. Äußerliche Unterschiede seien nebensächlich „im Vergleich zur Identität des menschlichen Kerns, der uns allen gemeinsam ist“. Man könne von der Oberfläche zum Kern vordringen und dann diese Identität wahrnehmen und erleben als „Bezogenheit von einem Kern zum anderen“, „Bezogenheit aus der Mitte“.
Kritiker der allgemeinen Menschenliebe
Max Scheler (1874–1928) kritisierte heftig und eingehend „die Idee und die Bewegung der modernen allgemeinen Menschenliebe“, den „Humanitarismus“ oder die „Liebe zu allem, was Menschenangesicht trägt“. Diese Idee habe Nietzsche mit Recht auf ein Ressentiment zurückgeführt, doch habe er geirrt, als er sie mit der christlichen Liebesidee gleichsetzte. Die moderne Menschenliebe sei „nach allen Richtungen ein polemischer und protestlerischer Begriff“. Sie beruhe nicht auf einer ursprünglichen, spontanen Hinbewegung zu einem positiven Wert, sondern auf einem Protest, „einem Gegenimpuls (Haß, Neid, Rachsucht usw.) gegen herrschende Minoritäten“ und deren Werte. In Wirklichkeit richte sie sich nicht auf die Menschheit. Diese könne kein unmittelbares Liebesobjekt sein, denn nur Anschauliches könne die Liebe bewegen. Vielmehr werde die „Menschheit“ nur gegen etwas Gehasstes (Gott, Tradition, Elite) ausgespielt. Sie trete als Kollektivum an die Stelle des Individuums. Dann erscheine jede Art von Liebe zu einem Teil der Menschheit – Volk, Familie oder Individuum – wie eine widerrechtliche Entziehung dessen, was man nur dem Ganzen als Ganzem schulde. Es sei jedoch ein schwerer Irrtum, Liebe zum größeren Kreise für an sich besser zu halten als Liebe zum kleineren. Die moderne Menschenliebe sei nicht primär „Akt und Bewegung geistiger Art“, sondern ein Gefühl, das in erster Linie aus der sinnlichen Wahrnehmung des äußeren Ausdrucks von Schmerz und Freude durch die Übertragungsform der psychischen Ansteckung hervorgehe. Dies zeige sich in ihrem Pathos, ihrem „Aufschrei nach einer sinnlich glückseligeren Menschheit“.
Für grundsätzlich verfehlt hielt auch Ludwig Klages (1872–1956) den Gedanken einer allgemeinen Menschenliebe. Der „echten Liebe, die auswählt und vergöttlicht“, stehe die „christliche Liebesphrase“ gegenüber; sie habe dazu geführt, dass die „gleichmacherische Forderung der allgemeinen Achtbarkeit“ erhoben worden sei. Diese Forderung beziehe sich nominell auf den „Nächsten“, womit faktisch jeder Lump gemeint sei. Klages wandte sich gegen „Begriffsgespenster“, die man „an der Hand schulgerechten Denkens zu lieben“ habe. Die Menschenliebe sei ein blutloser Begriff, „ein Nagel am Kreuz, an das man den blühenden Leib des Eros schlug“.
Ein weiterer Gegner des Ideals der Menschenliebe war Sigmund Freud (1856–1939). Seiner Theorie zufolge ist die Liebe ihrem Ursprung und ihrer Natur nach etwas Einheitliches. Alle ihre Formen von der Selbstliebe bis zur allgemeinen Menschenliebe haben eine gemeinsame Wurzel, die Libido. Davon ausgehend brachte Freud seine Einwände gegen das Ideal 1930 in der Abhandlung Das Unbehagen in der Kultur vor. Nach seiner Auffassung entsteht die Menschenliebe aus dem Bedürfnis mancher Personen, die „Schwankungen und Enttäuschungen der genitalen Liebe“ zu vermeiden. Das erreichen sie, indem sie den Trieb von seinem sexuellen Ziel ablenken, wodurch er in eine „zielgehemmte Regung“ verwandelt wird. Dabei handelt es sich um „eine der Techniken der Erfüllung des Lustprinzips“. Die aus der Umwandlung des Sexualtriebs hervorgegangene Menschenliebe hat für den Liebenden den Vorteil, dass sie ihn von der Zustimmung seines Liebesobjekts unabhängig macht. Sie ist aber aus Freuds Sicht keineswegs die höchste Einstellung, zu der sich der Mensch erheben kann. Seine Ablehnung einer solchen Triebumlenkung begründete Freud damit, dass Liebe, wenn sie nicht auswähle, damit einen Teil ihres eigenen Wertes einbüße, und dass nicht alle Menschen liebenswert seien. Wer Fremde seinen Angehörigen und Freunden gleichstelle, der begehe ein Unrecht an den Seinen, die seine Liebe als Bevorzugung schätzten. Als starke Zumutung wies Freud die Forderung zurück, auch Feinde in die allgemeine Liebe einzubeziehen. Außerdem hielt er es für unmöglich, gänzlich auf die Befriedigung der Aggressionsneigung zu verzichten, was bei der Verwirklichung einer universalen Liebe erforderlich wäre. Man könne zwar eine größere Menge von Menschen in Liebe aneinander binden, doch müssten dann andere als Außenstehende für die Äußerung der Aggression übrigbleiben. Nachdem der Apostel Paulus die allgemeine Menschenliebe zum Fundament seiner Gemeinde gemacht habe, sei „die äußerste Intoleranz des Christentums gegen die draußen Verbliebenen eine unvermeidliche Folge geworden“.
Nikolai Berdjajew (1874–1948) meinte, Liebe könne nicht gleichmäßig sein und sich auf alle Menschen ohne Unterschied richten. Bei einer solchen Zuwendung handle es sich vielmehr um Barmherzigkeit. Es sei unmöglich, in wirklicher Liebe von der Individualität und Konkretheit abzusehen. Eine „humanistische“ Liebe, die sich nur auf den „Fernen“ richte, auf die abstrakte Menschheit und deren künftige Lebensordnung, sei „Trug und Lüge“. Sie könne zur Leugnung der Liebe zu den lebendigen Wesen, denen man begegne, führen. Eine abstrakte Liebe zur Idee des Menschen oder der Menschheit werde zu einer zerstörenden Kraft.
Auch Karl Jaspers (1883–1969) betonte, dass das Geliebte immer Individuum sei, das heißt das absolut Konkrete. Im Gegensatz dazu sei das Mitleid nicht auf das Individuum als solches gerichtet, sondern allgemein. Es habe nirgends Beziehung zum Absoluten. Jaspers meinte, es sei „der äußerste Gegensatz von Liebe, in Mitleid, allgemeiner Menschenliebe, blindem Helfen, wo überhaupt Leid ist, sich auszuschütten“. Wer so handle, dem gehe es dabei nicht um andere, sondern immer um sich selbst.
Arnold Gehlen (1904–1976) setzte sich kritisch mit dem „Humanitarismus“ auseinander, den er als „die zur ethischen Pflicht gemachte unterschiedslose Menschenliebe“ bestimmte. Er meinte, es handle sich dabei um die „Ausdehnung und Entdifferenzierung des ursprünglichen Sippen-Ethos oder von Verhaltensregulationen innerhalb der Großfamilie“. Gehlens Vorstellung von der Entstehung dieses Phänomens ist, dass die „sympathisierenden Impulse“ den ursprünglichen, beim Kind schon vorhandenen „Prägungsbestand“ überschreiten und sich auf immer weitere Personenkreise richten. Damit entfernen sie sich aus der Anschaulichkeit, „bis endlich die bloß schematische Vorstellung ‚Mensch‘ genügt“. Bei dieser Ausdehnung wird der „Verpflichtungsgehalt“ immer blasser. Schließlich tritt er „in eine bloße Hemmung zurück: Man darf den beliebigen anderen Menschen nicht verletzen, muß in ihm den ‚Bruder‘ sehen usw.“ Damit wird das Streben nach Durchsetzung eigener Gruppeninteressen gegen andere Gruppen gehemmt; von Grund auf antistaatliche, pazifistische Einstellungen, die ursprünglich aus der Solidarität innerhalb der Familienorganisation stammen, setzen sich gesellschaftlich durch. Gehlen glaubte, der in der Moderne zunehmende Einfluss des Humanitarismus führe letztlich zur „Vorherrschaft des zahlenstärksten Volkes kraft seiner biologischen Mächtigkeit“.

### Soziologische Deutung der Philanthropie
In der von Marcel Mauss entwickelten Theorie der Schenkökonomie erscheint die Philanthropie als Bestandteil des „Geschenksystems“, das den nichtkommerziellen Güteraustausch regelt. Mauss betont, dass das Schenken in jeder Form kein einseitiger Akt sei. Vielmehr handle es sich sowohl in archaischen als auch in modernen Gesellschaften um einen Austausch, denn es gebe eine faktisch allgemein anerkannte Pflicht, jede Gabe zu erwidern. Der Unterschied zu Kaufgeschäften bestehe im indirekten, scheinbar freiwilligen Erbringen der Gegenleistung. Wer eine empfangene Gabe nicht durch eine Gegengabe erwidern könne, werde dadurch erniedrigt und verletzt; er müsse sich sozial dem Wohltäter unterordnen. So werde Reichtum genutzt, um Empfänger von Wohltaten in eine hierarchische Ordnung einzugliedern und Macht über sie auszuüben. Darin sah Mauss eine dunkle Seite der Schenkökonomie. Grundsätzlich bewertete er jedoch das Geschenksystem positiv. Er meinte, die Reichen sollten freiwillig oder durch Zwang dahin kommen, „sich gleichsam als die Schatzmeister ihrer Mitbürger zu betrachten“; die Freude am öffentlichen Geben sei ein schätzenswertes Handlungsmotiv.
In der späteren Forschung ist der 1923/24 erstmals dargelegte Ansatz von Mauss, der die Reziprozität in den Vordergrund stellt, vielfach aufgegriffen worden. So weist Elisabeth Kraus auf die „Wechselwirkung von Bedürfnisstrukturen“ im philanthropischen Stiftungswesen hin; es liege „eine fragile Balance aus egoistischen und altruistischen Motiven“ vor. Kraus erinnert daran, dass sich nach Karl Marx „auf die Dauer jede Idee blamiert, der kein Interesse zugrunde liegt“. Manuel Frey, der Überlegungen des Soziologen Pierre Bourdieu folgt, hebt hervor, dass Schenken immer auf dem Tausch Leistung gegen Leistung beruhe. Dies habe die kulturanthropologische Forschung gezeigt. In der Philanthropie werde ökonomisches in soziales oder kulturelles Kapital getauscht. Damit verliere der Tausch seine rein monetäre Bedeutung und werde zum Bindeglied zwischen Ökonomie und Kultur. Das philanthropische Schenken sei eine Strategie im Kampf um soziale und kulturelle Anerkennung.

### Die philanthropische Praxis

#### Abgrenzung und Verwendung der Begriffe
In den Vereinigten Staaten ist die gängige Bezeichnung für Großspender, die gemeinnützige Aktivitäten finanzieren und organisieren, philanthropists. Im amerikanischen Sprachgebrauch wird zwischen philanthropy (gemeinnützige Privatinitiativen) und charity (Wohltätigkeit, Mildtätigkeit) unterschieden. Allerdings werden die beiden Ausdrücke auch oft wie Synonyme verwendet. Charity – der engere Begriff – ist Direkthilfe für Arme, oft nur zum Zweck der Linderung oder Behebung akuter, schwerer Not. Philanthropy schließt ein wesentlich breiteres Spektrum von Aktivitäten ein. Dazu zählt nicht nur Wohltätigkeit, sondern auch viel Wünschenswertes, das die Lebensqualität verbessert, aber nicht zur Befriedigung von Grundbedürfnissen dringend benötigt wird. Als philanthropisch gelten alle privaten Leistungen für gemeinnützige Zwecke. Dazu gehören beispielsweise Spenden für Universitäten, Museen, Spitäler, Kirchen, Umweltprojekte, Sozialarbeit, Parks und Forschungsinstitute. Die amerikanische philanthropy umfasst auch die Förderung kultureller Einrichtungen und Projekte, die man in Europa als „Mäzenatentum“ bezeichnet. Verbreitet ist die Auffassung, Philanthropie sei keine Nothilfe. Nach diesem Verständnis ist die Sicherung des Lebensunterhalts von Mittellosen Aufgabe des Staates; die Philanthropie bezweckt die Förderung von Institutionen, die das Leben bereichern. Ein profilierter Repräsentant dieser Richtung war Andrew Carnegie (1835–1919), einer der bekanntesten Philanthropen, dessen Grundsätze in weiten Spenderkreisen richtungweisend wurden. Seit dem 19. Jahrhundert legen auch Philanthropen, die sich mit Hilfe für Minderbemittelte befassen, Wert darauf, ihre Bestrebungen prinzipiell von der Armenfürsorge und Nothilfe abzugrenzen. Sie machen geltend, dass Mildtätigkeit nur einzelnen Bedürftigen zugutekomme und die Wurzeln der Probleme nicht anpacke. Ihre eigene Aktivität hingegen sei wirksame Hilfe zur Selbsthilfe. Ein einflussreicher Vertreter dieser Denkweise war John D. Rockefeller (1839–1937), der zu seiner Zeit ein maßgeblicher Wortführer der philanthropischen Bewegung war.
Die philanthropischen Einrichtungen werden in der amerikanischen Terminologie zum „Non-Profit-Sektor“ der Wirtschaft gezählt. Dieser Sektor besteht aus den Non-Profit-Organisationen, die staatlich als förderungswürdig anerkannt und daher von der Besteuerung ausgenommen sind. Er lässt sich in die zwei Gruppen der wohltätigen Organisationen und der Organisationen jenseits des Wohltätigkeitsbereichs unterteilen. Eine klare Abgrenzung zwischen philanthropischen und nichtphilanthropischen Organisationen ist aber nicht immer möglich.
Einen Sonderbereich bildet die seit den 1990er Jahren in den USA verbreitete „Venture-Philanthropie“, die sich im 21. Jahrhundert auch in Europa etabliert. Der englische Begriff „venture philanthropy“ wurde in Anlehnung an „venture capital“ (Wagniskapital) gebildet. Er bezeichnet einen Ansatz, der Prinzipien des Einsatzes von Wagniskapital aus der gewinnorientierten Wirtschaft auf den gemeinnützigen Sektor überträgt. So wie relativ riskante Investitionen besondere Kompetenz und Umsicht des Investors erfordern, stellt nach diesem Ansatz auch in der Philanthropie die Professionalität der „Investoren“ einen wesentlichen Erfolgsfaktor dar. Ein intensives Engagement der Geldgeber bei der Durchführung der Vorhaben und geeignete Management-Strategien sollen die Effizienz und Nachhaltigkeit von Projekten und Programmen erhöhen. Detaillierte Planung, Erfolgskontrolle anhand von Zielvorgaben und Performance-Messung sowie eine Exit-Strategie sollen dazu beitragen, Risiken und Schwächen der traditionellen Philanthropie zu vermeiden. Alternative Bezeichnungen für Konzepte dieser Art sind „engagierte Philanthropie“ oder „strategische Philanthropie“. Eine andere Richtung ist die „social change philanthropy“, die besonderes Gewicht darauf legt, durch Veränderung der gesellschaftlichen Verhältnisse Wohltätigkeit überflüssig zu machen. Diese Richtung ist aktivistisch und stark gesellschaftspolitisch engagiert.
Im deutschen Sprachraum hat sich der Begriff Philanthropie nicht breit durchgesetzt. Er wird oft enger gefasst als im Englischen und traditionell in erster Linie mit Kulturförderung assoziiert, weniger mit Bestrebungen zur Lösung sozialer Probleme oder mit einer bestimmten Geisteshaltung. Daneben gibt es aber auch weite Definitionen. In der Forschungsliteratur besteht keine Einigkeit über die Abgrenzung; verschiedene Begriffsbestimmungen stehen nebeneinander. Nach einem Definitionsvorschlag von Gabriele Lingelbach ist Philanthropie der Vorgang, „dass Privatpersonen eigene Mittel mit einer Gestaltungsabsicht für öffentliche Zwecke zur Verfügung stellen“.

#### Die Entwicklung in Europa
In den europäischen Ländern entwickelte sich die Aufgabenteilung zwischen staatlicher, kirchlicher und privater Wohlfahrtspflege sehr unterschiedlich. Das hat zur Folge, dass sich auch das soziale Gewicht der Philanthropie in den einzelnen Ländern stark unterscheidet. Hinsichtlich des Stiftungswesens besteht traditionell ein Nord-Süd-Gefälle. In nord- und mitteleuropäischen Ländern hat sich die Philanthropie dank günstiger Rahmenbedingungen weit besser entfalten können als im Süden. Förderlich waren und sind eine starke Kapitalakkumulation, ein günstiges Klima in der öffentlichen Meinung, eine stark ausgeprägte Tradition bürgerlichen Engagements, politische Stabilität und Begünstigung durch das Steuer- und Stiftungsrecht.
In Deutschland wurde im Lauf des 19. Jahrhunderts die Armenfürsorge, in der früher freiwillige private Wohltätigkeit dominierte, zunehmend von den immer stärker ausgebauten kommunalen Wohlfahrtsverwaltungen übernommen. Damit verschob sich im Bereich des privaten Engagements der Schwerpunkt in Richtung der erzieherischen und vorbeugenden Maßnahmen, die darauf abzielten, die Ursachen sozialer Not zu bekämpfen. Philanthropisches Engagement wurde auch als Mittel zum Abbau von Spannungen zwischen den Klassen aufgefasst. Die bürgerliche Philanthropie kam in erster Linie sozialen Einrichtungen wie Krankenhäusern, Wohnstiftungen und Waisenhäusern zugute, doch ab dem späten 19. Jahrhundert wuchs der Anteil des Bereichs der Kultur-, Bildungs- und Wissenschaftsförderung. Die rapide Zunahme des bürgerlichen Reichtums führte im deutschen Kaiserreich zu einer „Stiftungswelle“. Neben dem blühenden Stiftungswesen entwickelte sich eine philanthropische Vereinskultur. Zahlreiche Vereine widmeten sich teils vorbeugend, teils karitativ dem Kampf gegen soziale Übelstände.
Das Ende des Kaiserreichs 1918 und die Hyperinflation der 1920er Jahre bildeten gravierende Einschnitte, welche die bürgerliche Stiftungskultur stark beeinträchtigten.
Aus soziologischer Sicht wird auf die große Bedeutung des sozialen Engagements für das Selbstverständnis des Bürgertums im 19. und frühen 20. Jahrhundert hingewiesen. Es war ein zentraler Bestandteil der bürgerlichen Lebenswelt. Die philanthropische Tätigkeit war ein Mittel zur Schaffung und Verstärkung von Netzwerken innerhalb der bürgerlichen Eliten, sie förderte die Interaktion zwischen Wirtschafts- und Bildungsbürgertum. Wirtschaftliche Aufsteiger sahen in der Philanthropie eine Chance, in die traditionellen städtischen Eliten aufgenommen zu werden. Erfolgreiche Unternehmer betätigten sich als soziale Wohltäter. Angehörige der Oberschicht, die dank ererbtem Vermögen nicht auf Erwerbstätigkeit angewiesen waren, hielten es für nötig, ihren privilegierten Status durch sozialreformerischen Einsatz zu legitimieren. Die Philanthropie bot ihnen Gelegenheit, in einer bürgerlichen Gesellschaft, die den Wert einer Person an deren produktivem Beitrag maß, ihre Nützlichkeit öffentlich zu beweisen. Ein wesentlicher Aspekt der Philanthropie war ihre Rolle als Instrument der Machtausübung des Bürgertums: Sie diente der Verfestigung und Verbreitung bürgerlicher Normen und Werte. So wurde von proletarischen Bewohnern von Wohnstiftungen eine Lebensführung nach bürgerlichen Maßstäben gefordert. Durch das soziale Engagement grenzte sich das Bürgertum von den unteren Schichten ab, denn aus philanthropischer Sicht kamen die Bedürftigen nur als andersartige Menschen, als hilfs- und erziehungsbedürftige Empfänger von Wohltaten ins Blickfeld.
Philanthropische Großzügigkeit wurde auch im jüdischen Bürgertum gepflegt und trug zu dessen Emanzipation und Aufstieg bei. Im späten 19. Jahrhundert traten Vertreter einer neu entstehenden jüdischen Elite verstärkt als Stifter in Erscheinung. Damit verschafften sie sich gesellschaftliche Anerkennung. Durch intensive philanthropische Betätigung traten im 19. und frühen 20. Jahrhundert bürgerliche Frauen hervor. Ihnen bot diese Aktivität eine der wenigen Möglichkeiten, Ansehen zu erlangen und gesellschaftliche Gestaltungsmacht auszuüben.
Trotz des Anscheins reiner Uneigennützigkeit war und ist das Streben nach Prestige und Nachruhm ein wesentliches Handlungsmotiv der Philanthropen. Ein Beleg dafür ist der Umstand, dass ihre Leistungen von Stiftungen und Vereinen öffentlich demonstrativ gewürdigt wurden. Nicht nur Stiftungen pflegte man nach den Stiftern zu benennen, auch Gebäude, Säle und ganze Anstalten trugen ihre Namen.
Der Marxismus stand von Anfang an in scharfem Gegensatz zur Philanthropie, da ihr klassenübergreifender Charakter als Hindernis für den Klassenkampf wahrgenommen wurde. Karl Marx nahm stets in verächtlichem Ton auf philanthropisches Denken Bezug. In seiner Schrift Das Elend der Philosophie (1847) griff er die „philanthropische Schule“ an. Er warf ihr vor, sie leugne die Notwendigkeit des Klassengegensatzes und wolle „aus allen Menschen Bourgeois machen“. Die philanthropische Theorie abstrahiere von den Widersprüchen, „auf die man auf jedem Schritt in der Wirklichkeit stößt“. Außerdem sei die Position der Philanthropen widersprüchlich: „Sie bilden sich ein, ernsthaft die bürgerliche Praxis zu bekämpfen, und sie sind mehr Bourgeois als die anderen.“

#### Die Entwicklung in den USA

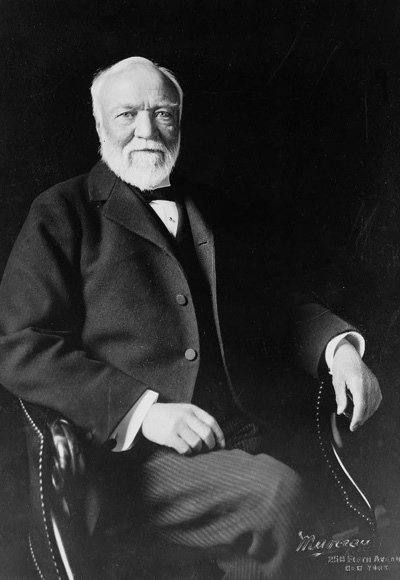
Andrew Carnegie

In den USA spielt die Finanzierung öffentlicher Anliegen aus privaten Mitteln traditionell eine weit größere Rolle als in Europa. Sowohl in der Sozialfürsorge als auch in der Kultur- und Bildungsförderung bleiben Funktionen, die in Europa vorwiegend zu den staatlichen Aufgaben gezählt werden, in relativ hohem Maß privaten Initiativen überlassen. Insbesondere die staatliche Kulturförderung ist vergleichsweise gering, private Geldgeber dominieren. Dieser Mentalitätsunterschied wird besonders in Darstellungen amerikanischer Historiker betont, die in der starken Gewichtung des privaten sozialen Engagements eine Besonderheit ihrer Nation sehen. In der neueren Forschung zur Philanthropie der frühen Moderne treten jedoch die Gemeinsamkeiten stärker ins Blickfeld; die philanthropischen Motive und Wertesysteme des 19. Jahrhunderts erscheinen als Elemente einer übernationalen, transatlantischen bürgerlichen Kultur, die durch intensive Austauschbeziehungen insbesondere zwischen dem amerikanischen und dem deutschen Bürgertum geprägt war. Für die frühen gemeinwohlorientierten Initiativen der USA lassen sich europäische Vorbilder nachweisen.
Soziologisch gesehen ist die amerikanische Philanthropie ein wesentlicher Bestandteil des Selbstverständnisses und Identitätsbewusstseins einer elitären Schicht; sie ist „eine Art, Teil der Gesellschaft zu sein“. Sie ist auch eine der Aktivitäten, die den Zusammenhalt innerhalb der Elite fördern. Meist werden nicht Individuen, sondern Organisationen und Institutionen unterstützt. Die philanthropische Aktivität gilt laut zahlreichen Aussagen von Spendern nicht als Ausdruck einer persönlichen Neigung, sondern als Pflicht gegenüber der Gesellschaft, der man sich nicht entziehen dürfe. Man habe der Gesellschaft, der man den Reichtum verdanke, etwas „zurückzugeben“; nur die Auswahl der Empfänger und Bestimmung der Einzelheiten liege im persönlichen Ermessen. Wer trotz beträchtlichen Vermögens nicht oder nur wenig spendet, wird in Philanthropenkreisen als unsozial verurteilt. Oft zitiert wird der Ausspruch von Andrew Carnegie: „Der Mann, der reich stirbt, stirbt in Schande.“ Carnegie äußerte in seinem Essay The Gospel of Wealth die Meinung, dass aller persönliche Reichtum, der über den Lebensunterhalt der Familie hinausgeht, als treuhänderisch verwaltetes Gut zu betrachten und zum Wohl der Allgemeinheit einzusetzen sei.
Da Philanthropie großen Stils nur einer kleinen privilegierten Schicht möglich ist, verleiht sie Prestige und ist ein Symbol eines hohen sozialen Status. Sie wird als Zeichen von persönlichem Erfolg und Wohlstand geschätzt. Unter den Zwecken, für die Philanthropen hohe Beträge spenden, nimmt die Bildung, insbesondere die Förderung von Universitäten und Colleges, eine weit herausragende Stellung ein. Oft sind solche Großspenden Ausdruck der dauerhaften Verbundenheit des Philanthropen mit der Universität, an der er studiert hat.
Viele amerikanische Philanthropen betonen die maßgebliche Rolle privater Initiativen im Dienst am Gemeinwohl und misstrauen dem Staat, der solche Aufgaben oft nur unzulänglich erfüllen könne. Das Verhältnis von Philanthropie und Staat ist aber nicht in erster Linie von Opposition und Konkurrenz geprägt. Es besteht vielmehr eine enge Beziehung zwischen ihnen, die in der Forschung als symbiotisch beschrieben wird. Sie zeigt sich besonders augenfällig in der Gewährung umfassender Steuervorteile für Personen, die philanthropische Einrichtungen unterstützen. Vor allem für die Zeit seit etwa der Mitte des 20. Jahrhunderts ist ein enges Zusammenwirken von Staat und Stiftungen zu konstatieren. Nach dem Ende des Zweiten Weltkriegs wuchs der Sektor der privaten gemeinnützigen Einrichtungen parallel zum Ausbau des Wohlfahrtsstaates. Die Anzahl der von Steuern befreiten gemeinnützigen Einrichtungen stieg von 20.000 im Jahr 1940 auf 300.000 in den 1960er Jahren und etwa 1,5 Millionen im ersten Jahrzehnt des 21. Jahrhunderts.
In neuerer Zeit macht sich verstärkt sozialer Druck auf Besitzer sehr großer Vermögen bemerkbar. Bill Gates und Warren Buffett haben die Kampagne The Giving Pledge initiiert, die seit 2010 weltweit die reichsten Personen und Familien auffordert, sich dazu zu verpflichten, mindestens die Hälfte ihres Vermögens der Philanthropie zukommen zu lassen. Dies kann schon zu Lebzeiten des Spenders oder testamentarisch geschehen.

#### Neuere öffentliche Debatten
In der Gegenwart dreht sich der globale öffentliche Diskurs über philanthropische Praxis in erster Linie um Konzepte US-amerikanischen Ursprungs. In der Moderne sind die USA das Land, in dem der Begriff Philanthropie die weiteste Verbreitung gefunden hat und das damit verbundene Gedankengut auf die stärkste Resonanz stößt. US-amerikanische Philanthropen und ihre teils in vielen Ländern tätigen Stiftungen stehen international am stärksten im Rampenlicht. Ihre Vorstellungen und Aktivitäten sind von historischen und kulturellen Besonderheiten ihres Landes geprägt und beeinflussen zugleich nachhaltig das Bild der Philanthropie in der internationalen Öffentlichkeit. Öffentliche Debatten über die Rolle privaten Kapitals bei der Finanzierung und Durchführung gemeinnütziger Großprojekte entzünden sich an Fragen und Problemen, die mit der Dominanz und Medienpräsenz amerikanischer Initiativen auf diesem Gebiet zusammenhängen.

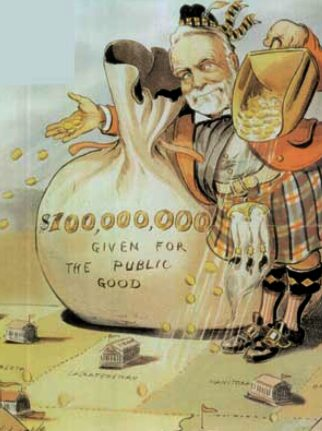
Andrew Carnegies Philanthropie. Karikatur von Louis Dalrymple im Magazin Puck, 1903

Die von US-amerikanischen Konzepten geprägte globale philanthropische Praxis des 20. und 21. Jahrhunderts ist seit langem Gegenstand einer Vielzahl öffentlicher Debatten und wird dabei auch vehement kritisiert. In der breiten Öffentlichkeit der USA rufen die Aktivitäten der elitären Philanthropen traditionell ein gemischtes Echo hervor. Von Wohlhabenden wird Großzügigkeit erwartet, Zurückhaltung beim Spenden wird missbilligt. Die konkrete Ausübung der Philanthropie stößt aber auf Einwände verschiedener Art. Die meisten der Bedenken und Einwände, die im öffentlichen Diskurs Beachtung finden, lassen sich in drei Gruppen unterteilen: Erstens werden den Spendern eigennützige Motive unterstellt, insbesondere ein übermäßiges Machtstreben, das die Demokratie unterminiere und nicht demokratisch legitimierte Machtzentren schaffe; zweitens wird ihnen vorgeworfen, sie hätten ihren Reichtum mit zumindest fragwürdigen oder sogar unlauteren Mitteln erworben; drittens wird die Effizienz des Einsatzes der finanziellen Mittel bestritten. Solche Kritik wird von den Philanthropen und ihren Verteidigern meist als im Wesentlichen unbegründet zurückgewiesen. So wird argumentiert, der gewaltige Umfang des philanthropischen Stiftungswesens und die Vielzahl der Ziele mache es einzelnen Stiftungen wie etwa der Bill & Melinda Gates Foundation, der weltweit größten Privatstiftung, unmöglich, eine dominierende Stellung zu erlangen. Dem Vorwurf des Snobismus hat allerdings eine Reihe von dazu befragten Philanthropen eine gewisse Berechtigung zugebilligt. Manche Philanthropen bekennen sich zu ihrer Absicht, ein Gegengewicht zum übermächtigen Einfluss des Staates im sozialen Bereich zu schaffen.
Aus Kritikersicht wird vorgebracht, dass die starke Dynamisierung des US-amerikanischen Stiftungswesens seit den 1980er Jahren eng mit großer Vermögensbildung und zunehmenden sozialen Ungleichheiten in diesem Zeitraum verknüpft sei. Außerdem beteilige sich eine Vielzahl dezidiert konservativer Stiftungen an gesellschaftlichen Konflikten. In diesen Fällen könne von einer neutralen gemeinwohlförderlichen Rolle keine Rede sein. Kritik an der Venture-Philanthropie zielt auf die Problematik der Einführung betriebswirtschaftlicher Kriterien in den Bereich gemeinnütziger Aktivität und auf die Wirkungsmessungen. Es wird geltend gemacht, die Ursache-Wirkungs-Zusammenhänge seien oft der Messbarkeit entzogen und Wirkungsnachweise als Förderkriterium könnten dazu führen, dass nur noch Projekte durchgeführt würden, deren positive Effekte einfach nachzuweisen seien. Die Kritik an der gesellschaftlichen Macht, die einzelnen philanthropischen Organisationen durch ihre gewaltigen Ressourcen zuwächst, und an der Vorgehensweise nach betriebswirtschaftlichen Grundsätzen wird u. a. durch die Begriffsprägung „Philanthrokapitalismus“ artikuliert. Das rasante Wachstum des Non-Profit-Sektors und seines Einflusses seit den 1980er Jahren wird als „Privatisierung der Öffentlichkeit“ kritisiert.
Ein beträchtlicher Teil der amerikanischen Öffentlichkeit betrachtet die Steuerfreiheit der Stiftungen als bequemes Mittel der Steuervermeidung für Reiche. Das Ausmaß der steuerlichen Absetzbarkeit von Beiträgen für gemeinnützige Institutionen ist daher seit den 1960er Jahren stark umstritten. Kritiker bringen vor, es handle sich im Prinzip um eine Finanzierung privater, von den Philanthropen willkürlich ausgewählter Aktivitäten aus Steuermitteln. Dem Bestreben, den Umfang der philanthropischen Leistungen durch den steuerlichen Anreiz zu erhöhen, steht die Befürchtung entgegen, dass die Stiftungen die Kontrolle über die Volkswirtschaft erlangen könnten und das Funktionieren des Staates durch massive Steuerausfälle gefährdet sei. Kontrovers diskutiert wird auch, wie viel staatliche Regulierung erforderlich ist, um Missbrauch der Steuerbefreiungen zu verhindern. Eine Hauptursache der Meinungsverschiedenheiten ist die fundamentale Verschiedenheit der Vorstellungen darüber, wie das Gemeinwohl zu definieren ist und welche Aufgabenteilung zwischen dem Non-Profit-Sektor und dem Staat angemessen ist.
In Deutschland bietet die steuerliche Bevorzugung privater Stiftungen im Vergleich zu anderen Nonprofit-Organisationen Anlass zu Kritik. Hierzu macht der Soziologe Frank Adloff geltend, das Stiftungswesen werde durch die steuerliche Begünstigung öffentlich subventioniert. Das laufe faktisch darauf hinaus, dass private Stiftungen über Steuergelder verfügten, ohne dass damit eine Rechenschaftspflicht verbunden sei. Der Staat fördere durch das Steuerrecht eine auf Geld und anderen Ressourcen beruhende Machtasymmetrie zwischen Gebern und Empfängern philanthropischer Leistungen. Der Gegenposition zufolge gibt es gute wirtschaftstheoretische Argumente für die Behauptung, die Philanthropie sei eine vollwertige oder sogar überlegene Alternative zu direkten staatlichen Ausgaben in den Bereichen Soziales, Kultur, Bildung und Wissenschaft. Daraus wird gefolgert, die staatliche Begünstigung sei nicht nur beizubehalten, sondern sogar nach amerikanischem Vorbild auszuweiten. Befürworter führen auch an, die Philanthropie biete eine sinnvolle Ergänzung zu staatlicher Aktivität, sie stärke die Zivilgesellschaft und bewirke eine wünschenswerte freiwillige Umverteilung von Reichtum. Die Stiftungen seien innovativ und pluralistisch. Dagegen wenden Kritiker ein, der Nutzen sei eher behauptet als sozialwissenschaftlich belegt.